# 프랑스 공방전
프랑스 공방전( - 攻防戰, 프랑스어: Bataille de France, campagne de France, 독일어: Westfeldzug, Frankreichfeldzug, 영어: Battle of France, Western Campaign, French Campaign)은 제2차 세계 대전 서부 전선의 전역 중 하나이다. 나치 독일 군대(Wehrmacht)와 프랑스·영국·베네룩스 국가들과 체코슬로바키아·자유 폴란드 임시 정부군이 합류한 연합군 사이에 벌어진 전투로, 프랑스 침공(-侵攻, 독일어: Westfeldzug 베스트펠트추크[*])이라고도 한다. 나치 독일은 프랑스를 침공하면서 두 개의 단계별 상황을 상정하였는데, 첫 번째는 황색 상황 (Fall Gelb)으로 벨기에에서 네덜란드 쪽으로 연합군을 깊숙히 유인한 뒤 기갑 부대를 아르덴 지역으로 통과시켜 연합군 부대를 포위·섬멸하는 단계였으며, 두 번째는 적색 상황 (Fall Rot)으로 프랑스와 독일 간 국경에 있었던 마지노 선을 측면으로 공격해 무너뜨린 뒤 파리를 점령하는 것이었다. 6월 5일에 적색 상황이 전개된 이래 이탈리아 왕국이 6월 10일에 프랑스에 선전포고하여 참전했고, 6월 14일에는 나치 독일 군대에 파리가 점령되었다. 6월 22일, 프랑스는 필리프 페탱을 대표로 하여 독일에 항복하였고 명목상의 휴전 관계가 성립되었다.
한편, 영국 대륙원정군(BEF)이 연합군의 일원으로 초반부터 프랑스군과 동맹하여 나치 독일에 저항하였으나, 아르덴 지역을 통해 넘어온 독일 기갑군의 기습을 맞아 됭케르크로 밀려났다. 이들 중 30만명에 가까운 병사들이 됭케르크에서 다이나모 작전을 통해 영국으로 철수할 수 있었다. 프랑스를 점령한 나치 독일은 이어 바다사자 작전을 실행하여 영국 본토를 공격할 준비를 하였고, 이에 영국군과 자유 프랑스, 자유 폴란드 군대가 저항하면서 영국 본토 항공전이 벌어졌다. 프랑스에서는 독일의 점령 영역이 북부와 서부, 이탈리아의 점령 영역이 남동부에 형성되었고, 추축국의 비점령 영역인 리브레 영역은 남부에 위치했다. 이 리브레 영역은 럼프 주 비시에 수도를 두는 비시 프랑스가 관리했다. 그러나 나치 독일은 1942년 11월에 안톤 작전을 개시하여 비시 프랑스를 병합했으며, 저지대 국가 지역과 함께 1944년 ~ 1945년까지 점령했다.

## 서막
나치 독일이 1939년 9월에 폴란드를 침공하자, 폴란드와 동맹 관계를 맺고 있었던 영국과 프랑스가 독일에 선전포고하였다. 프랑스군은 선전포고 이후 자를란트 지방으로 진격하였으나 곧 물러났으며, 그 뒤로 영국·프랑스군과 독일군 사이에는 얼마간 커다란 전투가 벌어지지 않았다. 이 시기를 "가짜 전쟁"이라 부른다. 이와 같은 교착 상태가 지속되자, 아돌프 히틀러는 1939년 10월 6일에 영국·프랑스에 강화를 제의하면서 두 나라 정부로부터 답신이 아직 오지 않았던 10월 9일에는 그의 새로운 군사 정책인 총통 지령 6호를 발령했다.

## 독일의 전략
유럽 지역에서 "게르만인들의 생활권"을 건설하는 것을 지향하던 히틀러는 우선 서유럽 지역을 빠르고 완전하게 점령한 다음 본격적인 목표인 동유럽 지역으로 군사를 전개함으로써 제1차 세계 대전에서 독일 제국이 진 원인이었던 양면전을 피하려고 했다. 이러한 의도가 총통 지령 6호에 반영되었다. 히틀러는 우선 저지대 국가, 즉 베네룩스 지역을 작전 개시 후 최단 시간 이내에 점령하여 프랑스의 진격을 멈추고, 연합군의 예비 병력이 루르 지역으로 넘어오지 못하게 막은 뒤 북부 프랑스를 점령하는 것을 목표로 했다. 다만 이 때까지는 프랑스 전체를 점령하는 연속적인 공격 계획 구상은 없었다. 히틀러는 프랑스를 제압한 뒤 영국 지역에 장기적으로 폭격을 가하며 압박할 계획이었다. 그러나 히틀러의 계획이 실현되기 위해서는, 서부 전선에서 참호전이 다시 벌어질 경우를 가정하면 현재 독일의 국력 수준에서는 몇년을 더 준비해야만 했다. 자신의 계획을 독일군에 전달하면서 히틀러는 프랑스와의 전면전을 독일군이 몇주 안에 시작할 것이라고 예상했지만, 히틀러의 예상과는 달리 폴란드 침공 직후 독일군은 손상된 차량을 복구하고 고갈된 탄약을 보충해야만 했기 때문에 곧바로 프랑스를 침공하기에는 어려움이 있었다.

### 슐리펜 계획과의 비교
1939년 10월 10일, 영국 정부는 히틀러가 제안한 강화 협상을 거절했고, 12월에 프랑스도 강화 협상을 거절한다는 뜻을 독일에 전했다. 프란츠 할더 독일 육군 참모총장(독일어: Generalstabschef des Heeres)은 프랑스 공격을 위한 첫 번째 계획을 발표했다. 그것은 저지대 국가를 침공하는 작전이었고, 암호명은 작전 지시령 1호, 황색 상황(독일어: Aufmarschanweisung N°1, Fall Gelb)이었다. 할더의 계획은 종종 1914년 제1차 세계 대전 당시 독일군의 슐리펜 계획과 비교된다. 벨기에의 한가운데를 통과하여 진격한다는 점은 같았지만, 슐리펜 계획의 의도는 프랑스 육군을 평원 지대에서 포위하여 결정적인 승리를 얻는 것이고, 할더의 계획은 50만명의 독일군을 솜강에서 정면공격 하는 것이다. 그러나 할더의 계획대로 50만명의 대규모 병력을 동원하려면 많은 시간이 걸릴 것이어서, 1942년에서나 프랑스 주요 지역을 공격할 수 있었다.
히틀러는 할더의 계획에 매우 실망하였고, 독일군이 연합군이 예상하지 못한 기습을 통해 승리를 거둘 수 있다는 희망에 빠른 공격 준비를 결정하였다. 하지만 독일군의 열악한 상태를 알고 있었던 독일군 장교들은 공격 시점을 최대한 늦추고자 날씨를 구실로 히틀러를 설득했다. 또한 히틀러는 명확하게 그것을 향상시킬 수 있는지 이해하지도 못하고 불만족스럽게 계획을 변경했다. 중앙 벨기에의 주공 외에 조공을 남쪽으로 예측했으며 이것은 노력의 분산 결과였다. 히틀러는 11월 1일에 같은 제안을 했다. 10월 29일, 할더의 두 번째 계획인 작전 지시령 2호, 황색 상황(독일어: Aufmarschanweisung N°2)은 네덜란드의 조공이 특징으로 이러한 공격 변경 내용을 반영했다.
히틀러는 이 할더의 계획을 역시 싫어했다. 또, A 집단군의 게르트 폰 룬트슈테트도 이 계획에 반대했다. 히틀러와 달리, 폰 룬트슈테트는 직업 군인으로써 출동 허가 방식을 완벽하게 잘 이해하고 있었다. 이것의 근본적인 결함은 19세기 이후 독일의 작전의 기초인 기동전의 원칙을 지키지 않아서였다. 이 계획은 연합군 본군의 에워쌈과 파괴를 초래한다는 사실을 알아야 했었다. 이것을 달성하기 위한 A 집단군의 폰 장군의 위치는 스당이었다. 10월 21일, 폰의 출동 허가를 참모총장, 중장 에리히 폰 만슈타인의 대안 계획은, 육군 그룹을 가능한 강하게 만들고 A 집단군을 B 집단군보다 북쪽으로 배치하여야 한다는 의견이었다.

### 만슈타인의 계획

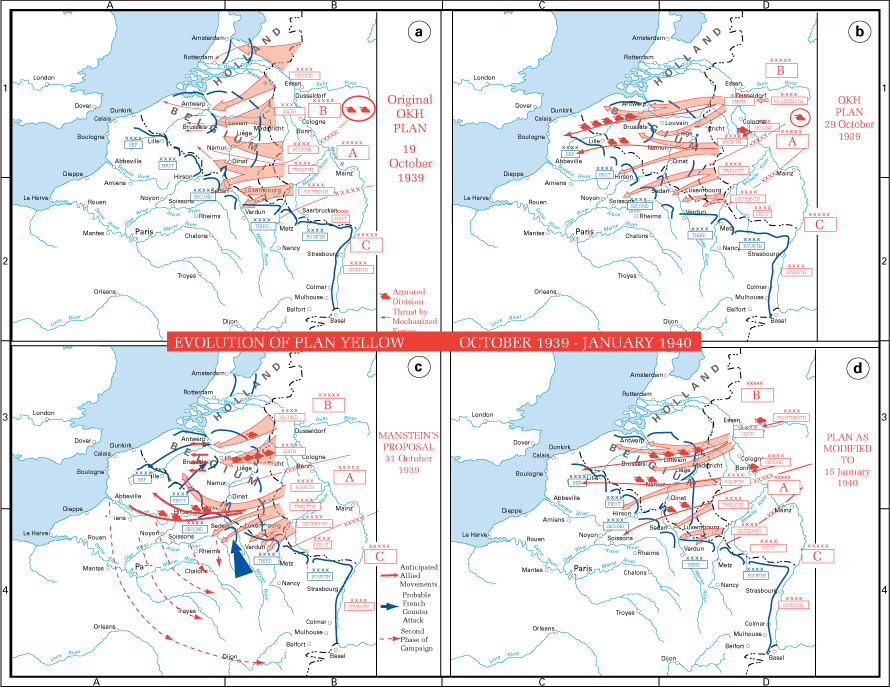
황색 상황에서 저지대 국가를 침공하는 등 독일 전략 수준이 높아졌다. 순서는 왼쪽 상단 모서리부터이다.

에리히 폰 만슈타인과 육군 제19 기갑사단 지휘관 하인츠 구데리안 중장은 코블렌츠 모처의 호텔에서 새로운 침공 계획을 작성했다. 이때, 폰 만슈타인이 꺼낸 계획은 아르덴 고원 지역을 거쳐 스당을 장악한 뒤, 앞서 벨기에로 깊숙히 유인한 연합군을 후방에서 포위해 섬멸하는 것이었다. 폰 만슈타인은 이와 같은 계획을 직속 상관인 게르트 폰 룬트슈테트에게 전달했다. 하지만 당시 독일군에서 기갑부대의 단독 작전 교리는 완성되어있지 않았으며, 본 교리로도 인정되지 않았다. 또한 룬트슈테트를 거쳐 작전안을 최종적으로 받아든 프란츠 할더는 폰 만슈타인과 파벌이 달랐으며, 군사적 견해 또한 매우 달랐다. 하지만 폰 만슈타인의 이 개념은 구데리안의 적극적인 지원을 받았다. 구데리안은 1914년부터 1918년까지 제1차 세계 대전이 일어날 때 참가하여 서부 전선의 지형을 잘 이해하고 있었다.
폰 만슈타인은 10월 31일에 대안에 대한 각서를 작성했다. 그는 조심스럽게 불필요한 저항을 억제하기 위해, 구데리안의 이름을 회피하고 기갑 부대의 전략적 이용을 낮추었다. 여섯 개의 보충 자료는 1939년 10월 31일과 1940년 1월 12일에 더 급진적으로 바뀌었다. 이 계획은 독일 육군 총사령부와 독일 육군이 거부하고, 히틀러에게 도달했다.

### 메헬렌 사건
1월 10일, 독일 폭격기 메서슈머트 Bf 108이 벨기에의 마스트리흐트 북부의 마스메헬렌에 강제 착륙했다. 항공기 탑승자 중에서는 독일 공군 소령 헬무스 레인버거가 가지고 있던 총통 지령 2호가 있었다. 레인버거는 빠르게 문서를 소각했으나 불타지 않은 나머지 문서들이 벨기에군에 의해 압수되었다. 이 사건은 종종 독일 계획이 급변한 시점으로 보고 있으나, 실제로는 이 사실은 잘못되었으며, 사실은 1월 30일에는 총통 지령 3호, 가을 작전으로 이전 호보와 거의 비슷했다.

### 만슈타인 계획의 선택
1월 27일, 폰 만슈타인은 프로이센 육군 집단군의 육군 부대 및 사령관의 참모 총장에서 해직되고, 2월 9일 슈체친에서 할더는 폰 만슈타인의 영향력을 줄일려고 하였다. 폰 만슈타인의 해직으로 인해 분개한 부하 직원들은 히틀러에게 계획서를 가지고 왔다. 히틀러는 폰 만슈타인의 계획에 관한 지식이 없어도, 스당에서의 공격을 생각했지만 너무 위험한 생각이라 생각하고 잊었다. 2월 2일, 폰 만슈타인의 계획은 그의 눈길을 끌었다. 2월 17일, 히틀러는 폰 만슈타인을 불러 루돌프 슈문트(독일 육군 참모 총장)과 알프레트 요들과 함께 독일 국방군 최고 사령부에서 작전에 대한 설명을 같이 듣고, 자신들의 습관을 버리고 폰 만슈타인의 계획에 동의했다. 다음 날, 폰 만슈타인의 계획에 따라 변경될 수 있는 계획을 모색했다. 그들은 진짜 승리의 희망을 가져다 주기 위해 히틀러에게 간청했다. 폰 만슈타인은 목적을 달성하기 위한 수단으로 히틀러는 스당에서의 공세 돌파구를 인정하였으며, 그는 영국 해협까지 올바르게 진격하면 벨기에와 네덜란드에서 연합군을 에워싸여 유리한 전략적 결과를 얻을 수 있었다고 말했다.
할더는 A 집단군의 7개 기갑 부대를 이용하여 독립적인 침공 전투를 이용할 의사가 없었다. 이는 구데리안의 분노를 일으키고, 이후 이 계획을 제거한 새로운 계획인 작전 지시령 4호(Aufmarschanweisung N°4, Fall Gelb), 가을 작전이라는 것을 2월 24일 제작했다. 그러나, 할더는 '의견의 놀랄만한 결과'를 통일했다. 할더는 자신이 먼저 제안했을 때 그가 폰 만슈타인을 공격했던 방식으로 비판했다. 독일 장교 군단의 계획의 일괄 계획으로 인해 그는 '기갑 부대의 그레이브디거'로 불렸다.
보다 전통적인 방식에 적응을 한 장교들도, 새로운 계획은 장교들 사이에서 항의가 쏟아졌다. 이는 부적절한 공격 경로로 프랑스를 공격하는 방향으로, 그는 어쩌면 위치에 세력의 위치를 설정하는 것이 어려울 수도 있었다. 예상대로 연합군이 반응하지 않을 경우, 독일의 공세는 대재앙으로 끝날 수 있었다. 그들의 반대는 무시되었다. 할더는 독일의 전략적 위치는 가망이 없으므로 결정적 승리는 조금의 가능성도 놓치지 않는 것이 결정적인 패배보다 무겁다고 주장했다.

### 전격전
전략적으로, 독일의 점령과 전술은 독일 공군에 의해 종종 전격전으로 불렸다. 이 개념에는 깊은 논쟁이 있었으며, 1940년 전역은 종종 '전격전'의 고전적 사례로 꼽힌다. '전격전'은 전략적 요소에서 중요한 것으로 간주되거나, 수비 세력의 붕괴로 인한 기갑 부대의 점령으로 이어진다. '전격전'은 군사 전략의 혁명으로 불렸다. 최근에는 그것이 특이하여 심지어는 작전 그 자체에 이의를 제기하기도 하였다.
신속하고 결정적인 승리는 제2차 세계 대전 이전의 군대에게 추구되었다. 제1차 세계 대전과 독일의 통일에서, 독일 참모 총장은 기동전을 시도하면서 근대 전격전의 원리와 거의 유사한 작전을 수행했다. 제1차 세계 대전 동안, 이러한 방법은 종종 전술의 혁신을 가져오기도 하지만 군대의 기계화 부족으로 기동전은 시간 내에 빠르게 움직일 수 없었고, 결국 결정적인 승리를 달성할 수 없었다. 전차, 항공기, 그리고 기계화 보병과 포병의 발달로 인해 1940년의 독일군은 다시 이러한 옛 기동전을 이용할 수 있었다. 내연 기관은 기동전의 문제를 해결했다.
'기습'의 개념을 다루기 위해서는 복잡하게 설명해야 한다. 이것은 논리적으로 볼 전략에 대한 명시적인 참조가 없어, 작전이나 독일군 전술을 정확히 알 수 없다. 독일 군사는 예술의 증거가 없고, 전략이나 산업 준비는 '전격전' 경향 밖으로 벗어난다. 독일 제국은 파멸로 이끄는 긴 전쟁이 아닌 신속한 전쟁 책략을 준비했다. 히틀러의 계산 착오로, 산업 시설 및 인프라가 전쟁을 준비되기 전인 1939년에 시작되고, 이러한 상황에서 참모 총장은 빨리 전쟁을 승리하기 위한 시도로 원하는 의도가 아니었지만 연합군의 경제적, 물질적 우월성에 변화를 가질 수 있었다. 독일 군사가 유럽에서 야심을 달성하기 위한 '전격전' 전략은 1940년 프랑스 패배 이후 추구하기 시작했다. 독일의 역사가 칼-하인츠 프레서의 말은 다음과 같다.
"서부 전역의 정복은 의도된 것이 아니었다. 대신, 그것은 절망적인 전략적 상황을 벗어날 절망의 작전이었다. 서부 전역 후까지도 '전격전의 사고는 개발하지 않았다'(저자의 강조). 이것은 원인이 아닌 오히려 승리의 결과였다. 1940년 5월에 누구나 놀랍게 성공적으로 포위햐야 하며, 비밀적인 성공의 형태로 히틀러의 정복 비전을 구현한 것은 이때였다.

## 연합군의 전략

### 조기적인 행동
1939년 9월, 벨기에와 네덜란드는 중립을 유지했다. 그는 협상과 비밀의 조치(연합군이 아직까지 널리 불리는 바)로 향후 협력과 독일 영토 침략을 모의했다. 프랑스 최고 사령관 모리스 가믈랭은 연합군이 독일이 공격하기 위해 봄에 북해 연안의 저지대를 사용하기 위해 폴란드에 묶여 있기 때문에 9월 공격하는 것을 제안했다. 이 제안은 프랑스 정부가 받아들이지 않았다.
폴란드가 침공당한 1939년 9월 1일 이후, 프랑스는 마지노 선을 따라 자를란트 주로 진격했고 이는 자르 공세로 불린다. 프랑스는 98개 사단의 병력을 징병했으며(그러나 28개 사단은 요새에 배치) 독일에 대항하여 2,500대의 전차로 이루어진 43개 사단(그중 32개 사단)과 전차가 없는 사단으로 이루어졌다. 그들은 아직까지 지그프리트 선이 얇고 병력이 부족한 줄 몰랐다. 프랑스군은 계속 그들이 공세를 했으면 독일 세력의 단순한 방어를 뚫을 수 있었지만, 그는 독일이 강력한 방어가 되어 있을 것이라 생각하고 10월에 공세 지역에서 철수했다.

### 딜 계획
전략적 이유로 인해 연합군의 결정은 독일 공격이 서쪽에 진행될 때 벨기에 방면에서 공격하는 것으로 염두에 두었다. 영국 정부는 플랑드르 해변의 연합군 통제하의 유지는 영국 해군의 패권 위협으로 주장했다. 프랑스는 독일의 공세는 가능한 한 동쪽까지 진행되어야 하며 프랑스 영토 밖의 전쟁을 결정했다. 마침내, 그는 개인적으로 벨기에 방면의 전투를 이해시켰지만 가믈랭은 독일군의 원정전에서 프랑스군의 승리 계획은 제출되지 않았다. 벨기에는 독일 국경을 포함하는 훨씬 좁은 범위의 전선이었다. 그는 또한, 사전에 딜르 강을 벨기에가 독일에 의해 점령되기 전에 루르를 포함하여 점령하는 것을 주장했다.
가믈랭은 단순이 자기의 의지만을 강요하는 성격이지는 않았다. 그의 첫 단계는 스헬더강 계획 D를 딜 계획으로 지정하는 것이었다. 이 계획에서 네덜란드 영토 진입은 프랑스 계획에 포함되었다. 강력한 1 군과 9 군은 벨기에의 우아브르에서 프랑스의 지베 전선을 맡았다. 7 군은 스헬더강에서 네덜란드 군과 연계하는 전선을 맡았다. 벨기에 육군은 헨트-안트베르펜 전선을 맡았다. 영국 육군은 브뤼셀 동쪽 전선에서 보조군으로 활동하여, 우아브르에서 루뱅까지를 맡았다.
가믈랭은 독일은 기계화 부대를 이용하여 돌파를 시도할 것이라는 합리적인 가정을 하였다. 그는 독일군이 마지노 선 동부 측면으로 진입하거나, 연합군의 좌측에서 공세를 시작할 것이라고 예측했다. 연합군의 중앙과 우측은 뫼즈강과 숲으로 인해 진입이 어려울 것으로 예상했다. 기계화 부대는 이 지역을 통과하기 매울 어려울 것으로 예상되어 이 지역의 군대는 제한적으로 배치되었다. 그러나, 나뮈르 강의 동부는 딜르 강과 간격을 두고 동쪽으로 날카롭게 선회하는 형태이다. 이 '장블루 간격'은 현대 기계화 전쟁에서 가장 이상적이고 매우 위협적인 약점이었다. 가믈랭은 독일은 확실히 주력군을 네덜란드-벨기에 방면으로 향하겠다고 생각하여 그 곳에 기갑 부대의 절반을 배치했다. 가믈랭은 독일군이 뫼즈강에서의 약점을 극복하기 위해 보병을 이용하지만, 벨기에 군사 능력의 확신으로 인해 독일군의 뫼즈강 도하 기간은 매우 오래 걸릴 것이라 추측했다. 가믈랭은 독일 남부의 돌파구 연구를 하지 않았으며, 그 결과로 벨기에에서의 연합군을 구출하기 위한 어떤 준비도 없었다.
가믈랭은 여러 곳에서의 비판에도 불구하고 자신의 계획을 계속했다. 가스톤 빌로트(프랑스 1 군 최고 사령관)와 알폰스 조세프 조르쥬(북동부 1, 2 그룹 최고 사령관)은 이에 매우 비판했다. 조르쥬는 결정적인 문제를 지적했다. 그는 가믈랭이 독일의 주력군이나 전투군이 네덜란드와 벨기에에 전투한다고 믿는다고 생각했다. 가믈랭은 그 계획으로 저지대 국가를 보호할 수 있다고 생각했다. 그러나, 그는 심지어 벨기에에서의 양동 공격을 할 수 있다고 지적했다. 이 경우, 만약 주력군을 벨기에로 보내고 "적의 주력군이 뫼즈에서 모젤 사이 전면에서 공세를 할 경우, 우리는 그 군을 격퇴할 수 없게 된다."
연합군의 전략 개발은 오직 프랑스가 독점하고 있었다. 영국은 프랑스를 그들의 동반자이자 동맹으로 인식했다.

### 연합국의 정보
1939년 - 1940년 겨울, 쾰른의 벨기에 총영사는 폰 만슈타인의 계획에 대해 예측하였다. 첩보를 통해, 그들은 독일 세력이 벨기에와 룩셈부르크에 집중되었다는 추론을 하였다. 벨기에는, 독일이 벨기에와 북동부 프랑스의 연합군 야전군대를 끊을 목적으로 영국 해협까지 공격할 것으로 생각했다. 또한, 독일군이 벨기에 요새를 점령하기 위해 연합군 방어선 뒤에 공수부대와 글라이더 부대를 투하할 것도 예측하였다. 그러나 프랑스와 영국은 이러한 경고에 주의를 기울이지 않았다.
1940년 3월, 스위스의 첩보관은 독일-룩셈부르크-벨기에 국경에 약 6-7개의 기갑사단이 집중한 것을 발견하였다. 더 많은 기계화 사단도 주변 지역에서 발견되었다. 프랑스 첩보관은 독일이 부분적으로 수상 플랫폼을 구축한다는 정보를 들었고, 공중 정찰을 통해 룩셈부르크-독일 국경 강 유역에서 이 플랫폼이 발견되었다. 프랑스군의 스위스 베른의 첩보원은, 독일 공격이 5월 8일에서 10일에 시작하며 스당에서 뫼즈에서 시작할 것이라고 경고했다. 보고서는 4월 30일 발송되었다. 이 보고서는 가믈랭에게 거의 영향을 미치지 않았다.

## 독일의 병력 및 처분

### 수치
독일군은 독일 육군이 420만명을 동원하고, 백만명이 독일 공군, 180,000명이 독일 해군, 100,000명이 나치 친위대에 동원되었다. 이에 고려된 사항은 폴란드, 덴마크와 노르웨이 점령을 위한 1940년 5월 10일 공세에 동원하기 위한 340만명의 인원을 제외한 것이었다. 이러한 인력은 약 157개 사단에 해당했다. 이들 중 135개 사단이 공세에 배치되었고, 나머지 42개 사단은 예비 사단으로 전환되었다.
5~6월의 독일 세력은 군수품으로 2,439대의 전차, 7,378개의 야포를 배치했다. 1939년에서 40년까지 독일군의 45% 이상이 거의 40세 이상이었고, 모든 군인의 50%가 단지 몇 주간 훈련을 받았을 뿐이었다. 전격전의 전설적인 제안과는 반대로, 독일 육군은 거의 기계화가 되지 않았다. 1940년에, 독일 육군의 단지 10%인 120,000명만 기계화가 되어 있었으며, 프랑스 육군의 300,000명과 매우 비교되었다. 또한, 영국군도 기계화 부대를 파견하였다. 독일 병참선의 운송 병력은 대부분 말을 이용한 수송대였다.
1940년에는, 독일 전체 사단의 50%만 전투 준비가 되어 있었고, 많은 사단이 영국이나 프랑스군보다 완벽히 갖추어지지 않고, 심지어는 1914년의 독일군보다 무장 준비가 덜하였다. 1940년 봄, 독일 군대는 준현대의 무기로 갖추어져 있었다. 최고의 무장이 된 소수 사단과 엘리트 사단은 많은 비율의 2 사단, 3 사단에 의해 상쇄되었다.

### 육군 작전의 전개
독일 육군은 세 개의 집단군으로 나뉘었다. 게르트 폰 룬트슈테트 지휘하의 육군 A 집단군은, 7개의 기갑 사단을 포함하여 45와 ½개의 사단을 지휘하고, 만프레드 셀스치데드(정식 명칭은 아니나, 윈스턴 처칠이 사건 이후 독일어를 영어로 번역)를 끊는 결정적인 집단군이며 낫질작전에서 심지어는 앞부분의 낫질을 연합군의 아르덴 방어에서 돌파 하기도 한다. 이것은 4 군, 12 군, 16 군 등 3개로 나뉘었다. 4 군은 XV 기갑 군단 하나를 배치하였으나, 다른 두개 기갑군단인 XXXXI 기갑 군단(라인 하르트)와 XIX 기갑 군단 (구데리안) 등 두개의 기갑 군단은 XIV 보병 군단과 연결했다. 그리고, 클라이스트 기갑군단(공식적으로는 XXII 기갑 군단)은 특별 독립적으로 운영되었다.
페도르 폰 보크 지휘하의 육군 B 집단군은, 29와 ½개의 사단을 지휘하여 저지대 국가로 진격하여 연합군의 북부군을 공격하는 역할을 하였다. 이것은 6 군과 18 군으로 구성되었다. 빌헬름 리터 폰 레프 지휘하의 육군 C 집단군은, 18개 사단으로 구성되어 연합군의 동부 공격을 막는 역할을 하며 마지노 선과 라인강의 상부 공세를 하는 역할을 하였다. 이것은 1 군과 7 군으로 나뉘어 있었다.

### 통신
독일의 으뜸패는 라디오였다. 기갑 부대는 라디오를 가지고 다른 사단과 음성 통신을 하였다. 끊임없는 전장의 변화에 기갑 사단은 라디오로 상황을 받으며 능동적으로 대처할 수 있었다. 이것은 전술이 마지막 순간에 변경이 허용되고 즉석에서 빠르게 적을 돌파할 수 있었다. 일부 지휘관들은 전투에서 기본 의사소통을 높게 평가하였다. 라디오 훈련은 정확한 발사만큼 중요한 훈련으로 간주되었다. 의사소통은 공격이나 수비에서 대량의 화력을 지원받고 기갑부대의 전술을 조정할 수 있게 하였다. 이것은, 프랑스의 장비 및 수의 우위를 감쇄하며, 패니-페킷(panny-packets)에 전개되었다. 프랑스는 또한 라디오 부족으로 인해 의사소통을 입으로 전달하였다. 상대편의 시스템은 독일군에게 결정적인 우위를 주었다.
라디오 네트워크는 전차-전차 간 통신에 이용되었다. 또한, 이 시스템은 항공 및 지상군과의 의사 소통이 가능해지게 되었다. 기갑 사단에 첨부된 것은 전술 항공 통제 부대로부터 모든 기갑 차량에 배치되었다. Sd.Kfz. 251의 부족으로 인해, 군대는 전역에 균일한 수의 차량을 배치하기 위한 명령을 내렸지만, 실제로는 독일 공군이 몇 가지 상황으로 인해 금지되어 육군의 포병은 감당할 수 없는 공격을 명령받았다. 이는 구데리안 장군이 포격 명령을 내린 후 독일 공군을 위해 포병이 포격할 때까지 15-20분동안 기다려야 한다고 말했다. 구체적으로 Ju-87 그룹(8 육군항공대)은 육군이 아르덴에서 휴식하는 동안 공군이 채널 제도에서 폭격을 하는 형태로 이루어졌으며 1주 동안 계속 상시 이륙 준비 상태에 있었다. 평균적으로, 그들은 명령이 발령된 지 45-75분 내에 기갑 부대를 지원하기 위해 도착했다.

### 육군 전술
독일 육군의 주요 무기는 제병 연합 부대였다. 이동식 공세 무기에 의존했던 연합군과는 달리, 독일군은 잘 훈련된 보병, 포병, 공병 및 전차를 균형적으로 모두 "기갑 부대"에 포함하였다. 그들은 각자 위치에 잠입하여 적군이 반격하기 전에 통신 시스템을 이용하여 그 공세를 물리치는 방법을 이용했다. "기갑 사단"은 정찰 임무에서 발전하여 중요한 방어 및 공세도 참여할 수 있었다. 지상에서, 육군은 중추 지점에서 보병과 포병을 이용하여 공세를 시작한다. 이 탱크들은 대전차용으로 설계되지는 않았지만, 그들은 적어도 대전차 공격을 방어할 수는 있었다. 이후 공세를 계속하기 위해 전차는 보존되었다. 병력은 독립적인 전투를 3-4일 정도 할 수 있는 양으로 충족되었다. "기갑 사단"은 기계화 병력과 보병을 합작으로 이용하였다.
독일군은 프랑스와 달리 중전차가 없었다. 무기와 무장에서, 프랑스 전차가 강한 디자인이 더 많았다(그러나, 독일의 전차보다 빠르고 기계적 신뢰성도 높았다). 반면 독일 육군은 대포와 전차에서 열세였지만, 몇가지 중요한 이점이 있었다. 최신 독일의 "기갑 부대"는, 지휘관, 사수, 로더, 운전수, 정비수로 총 5명을 이루었다. 각 작업을 위해 훈련을 받고 자신의 사명에 바칠 수 있는 고효율적인 승무원 시스템이었다. 프랑스는 적은 수의 승무원으로 사령관은 중앙 사수의 두 가지 일을 맡고, 관찰 및 전술 작성과 배치 등 다중 임무는 승무원들을 혼란스럽게 했다. 그것은 훨씬 더 비효율적인 시스템이었다.
심지어 보병 형성 과정에서, 독일의 교리인 임무종류별 전술에서, 독일의 장교들은 의도를 달성하기 위해 이용하고 통제를 위한 무기를 지원받았다.

### 독일 공군
독일의 강점 중 하나는 공군이었다. 이것은 두 그룹으로 나뉘었다. 전체에서 1815기의 전투기, 487기의 운송기 및 50기의 글라이더는 육군 B 집단군을 지원하기 위해 편성되었고, 추가로 3286기의 전투기는 육군 A, C 집단군을 지원하기 위해 편성되었다.
독일 공군의 임무는 보통 근접 항공 지원이었으며 추가로 급강하 폭격기와 중형 폭격기를 이용하여 폭격 임무도 수행하였다. 1940년, 독일 공군은 중앙 수축 교리로 널리 기반을 다지고 있었는데, 자원 외 국가 전략을 위해 보호해야 했다. 이것은 유연했고 모두 효과적인 전술 및 전략 폭격을 수행할 수 있었다. 유연성은 1940년 독일 공군의 강점이었다. 연합군 공군은 1940년 육군 지원 역할로 묶여있는 동안, 독일 육군보다 경직되고 일반적인 방식으로 배치되었다. 이것으로 독일에게 제공권이 넘어가고, 중거리 항공기의 금지와 지상군이 필요한 전략적 공격이 불가능해졌다. 사실, 이 때까지 기갑 부대는 선봉적인 역할을 했고, 1939년 독일 공군은 15% 미만이 육군 지원을 위해 설계되었고, 이러한 측면에서 육군 지원은 주요 임무가 아니었다.

### 대공 방어
일반적으로 독일의 대공화기 또는 대공포는 강점을 가지고 있다고 생각된다. 현실에서 일반적으로 인용되는 2,600기의 88mm (3.46 in)는 중대공포, 6,700기의 37 mm (1.46 in)와 20 mm (0.79 in) 경대공포는 독일의 도시와 항만을 훈련된 장비와 병력으로 대공 방어 및 독일 공군을 보조하였다(9,300기의 대공포는 영국 원정군의 전체 병력보다 더 많았다). 독일 공군에게는 침입군을 방어하기 위한 85개의 중대공포와 18개의 경대공포가 있었고, 48개의 경대공포가 사단에 배치되었고, 20개의 경대공포는 각 부대에 배치되었다. 군단 수준 이상의 HQ에서는 700기의 88 mm (3.46 in)와 180기의 37 mm (1.46 in)가 공군에 배치되었고 816기의 20 mm (0.79 in)가 육군에 배치되었다.

## 연합군의 병력 및 처분

### 수치
제1차 세계 대전과 대공황으로 인한 낮은 출생률로 인해, 프랑스는 자국에서 독일의 절반만 동원할 수 있을 정도로 심각한 인력 부족 상태에 있었다. 이를 보상하기 위해, 프랑스는 20세부터 45세까지의 남성 인구의 3분의 1을 동원하여 5백만명의 무장 병력을 갖추었다. 오직 224만 명만 북쪽에 배치되었다. 영국은 징집 대상이 1939년 897,000명에서 1940년 6월 이후에 1,650,000명으로 증가되었다. 5월에는 예비 병력을 포함하여 50만명의 병력이 있었다. 네덜란드와 벨기에는 각각 40만명과 65만명의 병력을 보유했다.

### 군대
프랑스 군대는 전체 117개 사단이 있었으며, 그중 104개 사단(예비 사단 11개 포함)이 북쪽을 지키고 있었다. 영국군은 13개 사단이 BEF로 출병되었고, 전투가 시작될 당시 3개 사단은 준비가 되어있지 않았다. 22개 벨기에군 사단과 10개 네덜란드군 사단, 그리고 2개 폴란드군 사단 이 연합국 전투 당시 참전하였다. 영국군의 포는 1,280문이 있었다. 벨기에는 1,338문이 있었고 네덜란드는 656문을 보유했다. 프랑스는 약 10,700문이 있었다. 전체적으로 14,000문의 화포가 있었다. 벨기에, 네덜란드와 영국군은 대부분의 장갑차량을 갖추었으나, 프랑스는 3,254대의 전차만 완편되어 있었다.
프랑스군은 여러 무기들을 섞어서 운용했다. 그것은 전투 서열의 일부 군대에서, 특히 경, 중 기갑사단(DCR와 DLM), 그리고 여러 전문적 보병 부대에 심화되었다. 그러나, 사단의 대부분은 30세가 넘는 예비군들로 이루어졌으며 장비를 제대로 갖추지 못했다. 대공포, 대전차 자주포와 무선 통신 시스템에서 심각한 장비 부족이 발생했다. 이것은 자주포를 개발하려는 가믈랭의 노력에도 불구하고 해결되지 못했다.
프랑스의 전술 전개 및 차량의 사용은 독일에 뒤떨어졌다. 전술적으로, 장갑차량은 프랑스 국경을 따라 얇게 배치되었으며, 프랑스 보병은 약 100대의 전차 부대에 지원되었고, 이것은 강력하고 독립적인 병력을 갖출 수 없었다. 설상가상으로, 프랑스의 각 부대는 라디오가 거의 없었고 그마저도 통신이 어려웠다. 프랑스 전차는 속도가 독일 탱크에 비해 느렸고(소뮤아 S-35와 장갑차 제외), 그들은 보병 지원용으로 설계되었지만 독일의 탱크는 프랑스 탱크를 압도하여 전투에서 이길 수 있었다. 1940년, 프랑스의 군사 이론에서 여전히 전차는 보병 지원용이었다. 결과적으로, 여러 전투 지점에서 프랑스는 빠르게 독일 전차에게 반격하지 못했다.
작전상 측면에서, 프랑스는 공격적인 기갑 부대 운영에 관심이 없었다. 드 골 대령같은 사람들같이 지원적인 기갑 사단에 대한 필요성을 1930년대부터 주장하기 했지만, 보수주의 성향의 프랑스 주 학파는 이러한 진보의 새로운 아이디어를 받지 않았다. 프랑스 최고 사령관은 아직 1914-1918년의 참호전을 바탕으로 작전을 세우고 있었다. 훈련 상태도 불안정하여, 고정 요새 훈련만 오직 훈련병의 반 이상의 남성만 받았다. 이동식 훈련에 대한 약간의 훈련이 1939년 9월 및 1940년 5월까지 시행되었다.

### 전개
프랑스군은 북부에 육군 3개 그룹이 있었다. 2, 3육군 그룹은 마지노 선 동부를 방어하고, 그 아래 육군 제1그룹은 가스톤-앙리 빌로테가 서부에 위치하여 저지대 국가로 전진할 것이었다.
처음에는 7 군이 해안 좌측 근처에 위치했으며, 경기갑 사령부(프랑스어: Division Légère Mécanisée, DLM)이 앤트워프를 통해 네덜란드로 이동하고자 했다. 남쪽의 다른 군은 영국 원정군 (BEF)으로 딜 선으로 진출하여 벨기에 군 오른편에서 루뱅에서 우아브르로 진군하고자 했다. 1 군은 두 개의 경기갑 사단과 예비 기갑 사단(DCR)로, 장블루 간격인 우아브르부터 나뮈르까지의 방어를 맡았다. 벨기에의 최남단에 위치한 9 군은 나무르-스당 방어를 맡았다.
2 군은 진군의 "경첩"을 형성하며 입지를 굳히기로 하였다. 이것은, 스당에서 엘리트 독일 기갑 사단과 전투를 하게 된다는 것이었다. 인력에 낮은 순위를 두며, 대전차 무기와 항공 지원으로 5개 사단이 구성되어 있었다. 이 중 2개 사단은 나이가 넘은 사람들 또는 세리에 B 사단이었으며, 한 사단은 북아프리카의 세네갈 사단이었다. 그 사단들은 담당 가능한 전선보다 더 넓은 전선을 담당했으며, 그리하여 훈련과 장비를 고려하지만 프랑스 방위 시스템의 맹점으로 남게 되었다. 이것은 아르덴 숲까지 탱크가 진군하기까지의 복잡한 통로를 생각한 프랑스 최고 사령관의 믿음으로, 벨기에군의 정보력으로 기갑 사단이 아르덴을 넘을 것을 경고했지만 독일군의 진군 경우 교통 체증을 이유로 믿지 않았다. 이 문제에 대해 자신의 신념으로 프랑스 최고 사령부는 이것이 중요한 문제임을 거부했다.

### 공군
공중에서, 연합군의 수는 프랑스 공군이 1,562기, 영국 원정 전투 공군이 680기, 영국 원정 폭격 공군이 392기의 비행기를 가지는 등 독일군보다 열등했다. 연합군 항공기의 대부분은 모레인-솔리에르 M.S.406이었다. 전투기에서, 오직 영국의 호커 허리케인과 프랑스의 드와틴 D.520이 있었고, 이에 독일군은 메서슈미트 Bf 109를 보유했다. 드와틴이 속도는 느렸지만 선회력은 높았다. 불행히도, 1940년 5월 10일에 36기의 D.520이 파견되었으며, 고작 1부대였다. 전투기의 숫자에서, 연합군은 81기의 벨기에군, 261기의 영국군, 764기의 프랑스군이었고 독일군의 메서슈미트 836기와 전투했다. 프랑스와 영국은 또한 대형 항공기를 보유했다. 1940년 6월초, 프랑스의 항공 산업은 예상 제작 항공기 수가 거의 2000대로 최대점을 지났다.
그러나, 만성적인 부품 부족이 병력을 약화시켰다. 오직 29%(599기)의 항공기와 그 중 170기의 폭격기만이 수리되었다. 낮은 수리도는 독일군의 중형 폭격기에서 높은 우위를 보여주는 것이었다.

### 대공 방어
민방위에 할양된 580정의 13 mm 기관총 외에도, 프랑스 육군은 1,152문의 25 mm대공포와 200문의 20 mm 기관포, 후방 부대에 688문의 75 mm 포와 24문의 90 mm 포가 배치되었다. 1차 세계 대전 시기에 사용한 105 mm 대공포 40문도 있었다. BEF는 3.7 인치 대공포 10문과, 세계에서 가장 무거운 기관포인 40 mm 대공포 7문이 있었다. 그리고, 10개 연대가 총 300정의 경기관총과 350정의 중기관총을 소유하고 있었다. 벨기에는 두 문의 대형 대공포로 연대 방어를, 그리고 40 mm 기관포를 도입했다. 네덜란드는 84문의 75 mm, 39문의 낡은 60 mm, 7문의 100 mm , 232문의 20 mm 와 40 mm 기관포를 갖추고 있었고, 제1차 세계대전 당시 도입되었던 빈티지 스판다우 M.25 기관총을 가지고 있었다.

## 황색 상황

### 북부 전선
독일은 5월 10일 밤 적색 작전을 시작했다. 5월 9일 저녁 동안, 독일 군대는 룩셈부르크를 점령했다. B 집단군은 벨기에와 네덜란드에 대한 속임수의 야간 공세로 시작되었다. 5월 10일 아침 동안, 쿠르트 슈투덴트 하의 팔시름예거(낙하부대) 1 낙하산 부대와 22 공수부대가 헤이그를 기습하고, 로테르담과 에반에마엘 요새에서 B 집단군의 전진을 빠르게 지원했다.
프랑스군은 즉시 반응하여 딜 계획에 따라 1 그룹을 북쪽으로 이동하게 하였다. 이러한 움직임은 그들에게 최고의 노력이고, 그들의 연료를 소비하게 하여 발생한 계획적인 성과와 더불어 전투력을 감소시킬려는 목적이었다. 이 무렵 프랑스 7 군은 네덜란드 국경에 도착하자 후퇴하고 있는 네덜란드군을 발견하고, 그들을 보호하기 위해 브뤼셀로 후퇴했다.

#### 네덜란드

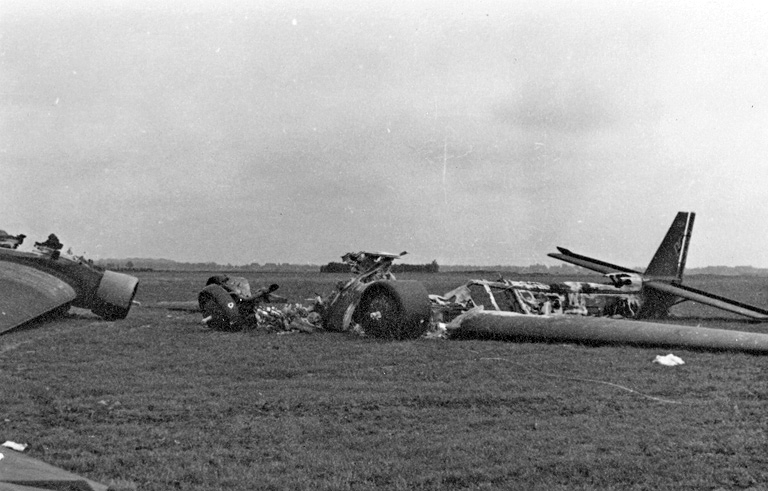
독일의 융커스 Ju 52가 네덜란드에서 탄을 맞고 추락했다.

독일 공군의 엄청난 숫자적 우세로 인해 네덜란드군은 제공권을 잃었다. 그들은 네덜란드의 점령에 중형 폭격기 247기, 전투기 147기, 융커스 Ju 52 424기, 하인켈 He 59 12기를 배치했다. 네덜란드 공군 (네덜란드어: Militaire Luchtvaartafdeling, ML)은 전투기 144기가 있었으나 하루만에 절반이 파괴되었다. 나머지는 분산된 채로 공격하다 집중된 독일 공군에 의해 격추되었다. 전체적으로 네덜란드 공군은 110기가 파괴되고 332회밖에 출격하지 못했다.
독일 18군은 로테르담 전투에서 아르미 다리를 확보하고, 이는 홀란드 요새를 무시한 채 네덜란드 운하로 진격하는 것이었다. 그러나, 별도로 편성된 독일 공군이 네덜란드의 행정적 수도인 헤이그 전투에서 승리하였다. 예펜버그, 오켄버그, 발켄부르그 시의 비행장을 둘러싼 전투에서 많은 사상자 및 격추기 수가 발생했다. 96기의 일부 항공기는 네덜란드의 포격으로 격추되었다. 독일 공군의 트렌스포트구르펀 작전으로 125기의 Ju 52가 격추되고, 함대 중 50%가 피해를 입었다. 더욱이, 출격 작전 당시 독일 공수부대의 4천명 중 1200명이 포로가 되고 8천명만 남았다. 네덜란드는 영국으로 철수했다. 패배 직후 총 손실 퍼센트는 네덜란드 군의 남성의 20%가 사망하고, 독일군의 42%가 사망했다.
프랑스 제7군은 5월 13일 로테르담으로 도달하는 9 기갑사단의 차단에 실패했다. 동쪽에서는, 같은 날 네덜란드는 그레베버그 전투에서 패배하고, 네덜란드는 네덜란드 운하 방어선의 그레베 선까지 후퇴했다. 네덜란드 육군은 항복 후에도 아직 대부분 그대로 있었고, 5월 14일 독일 공군에 의해 로테르담 폭격이 일어났다. 하인켈 He 111를 이용한 2 전투비행대는 시내 중심에서 폭격을 하였다. 네덜란드 육군은 전략적 상황이 절망적이라는 것으로 간주하고 주요 네덜란드 도시의 파괴를 두려워했다. 항복 문서는 5월 15일 체결되었다. 그러나, 네덜란드 육군은 제일란트 전투에서 전투를 계속하고, 네덜란드 제국은 영국에서 빌헬미나에 의해 망명정부가 세워졌다. 네덜란드 사망자는 육군에서 2157명, 공군에서 75명, 해군에서 125명이 발생했다. 2,559명의 민간인 또한 사망했다.

#### 벨기에 침공

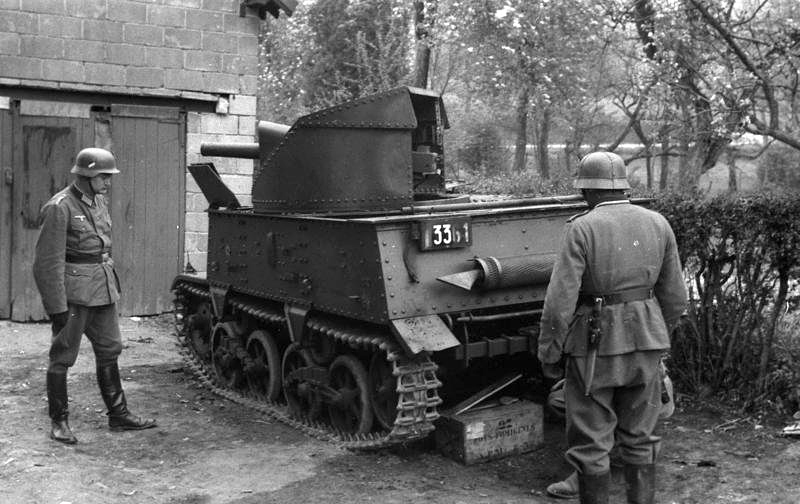
포획한 벨기에 탱크를 두 독일 병사가 검사하고 있다.

독일군은 벨기에에서 제공권의 우위를 잡을 수 있었다. 철저한 항공 정찰 후, 독일군은 침투 24시간 내에 프랑스 공군의 179기의 항공기 중 89기를 파괴했다. 벨기에의 항공기는 77기밖에 없었지만 항공 전투에 조금 기여를 하였다. 독일 공군은 저지대 국가에서 제공권의 우위를 장악했다.
육군 B 집단군은 이전 계획에 비해 약화되어, 독일 6 군은 연료 부족으로 벨기에군의 알버트 운하 방어 후에는 위험했었다. 주요 도로는 에반에마엘 요새의 유럽에서 가장 현대적이고 강력한 요새에 의해 차단되었고, 뫼즈와 알버트 운하의 교차점을 점령했다. 모든 지연은 전역의 결과를 위태롭게 할 수 있고, 연합군의 주요 육군 집단군이 교두보를 점령할 수 있기 때문이었다. 이러한 어려움을 극복하기 위해 독일군은 요새를 공격했다. 5월 10일 이른 시간, DFS 230 글라이더와 함께 대전차 지뢰를 이용하여 요새를 급습하고 점령했다. 운하의 다리는 독일군의 낙하산병에 의해 점령되었다. 벨기에는 독일 공군에 대한 반격을 시도했다. 그들은 방어에 성공하고 공격을 하여 강한 듯 보였지만, 벨기에 최고 사령부는 5일 전에 전체 사단들에게 KW-선으로의 후퇴를 명령했다. 네덜란드의 마스트리흐트의 공격에서는 실패했다. 모든 다리는 네덜란드군이 폭파하였지만 한 개의 다리는 독일군이 점령하였다. 이 기간 동안 독일 기갑사단은 네덜란드에서 진격을 멈추었다.
BEF와 프랑스 1 군은 아직 교두보를 굳히지 않고, 벨기에의 패배 소식으로 반갑지 않았다. 연합군은 벨기에의 저항이 장블루 간격으로 진격할 때까지 지속될 것이라 생각했다. 에리히 회프너 장군의 제16 공수부대와 4 기갑사단, 독일 3 기갑사단은, 장블루 간격에 속해 있는 다리를 점령하고, 이것은 프랑스 사령부가 보기에는 연합군이 예측한 대로 기대를 걸고 있었다. 장블루는 우아브르와 나뮈르 사이에 있으며 평탄하여 전차에게 이상적인 지형이었다. 또한 연합군 방어선에서 불안정한 지역이었다. 그 곳에서 파기 위한 시간을 가지기 위해 레네 프리룩스는 프랑스 제1 기병을 지휘하고, 프랑스 경지대공미사일 2개 사단과 2,3 DLM을 보내고, 장블루 간격의 동부인 아뉘에서 독일 기갑사단과 부딪쳤다. 그는 독일군에게 힘든 위치에서 프랑스 제1군을 위해 충분한 시간을 허용하게끔 하였다.

#### 아뉘와 장블루 간격 전투

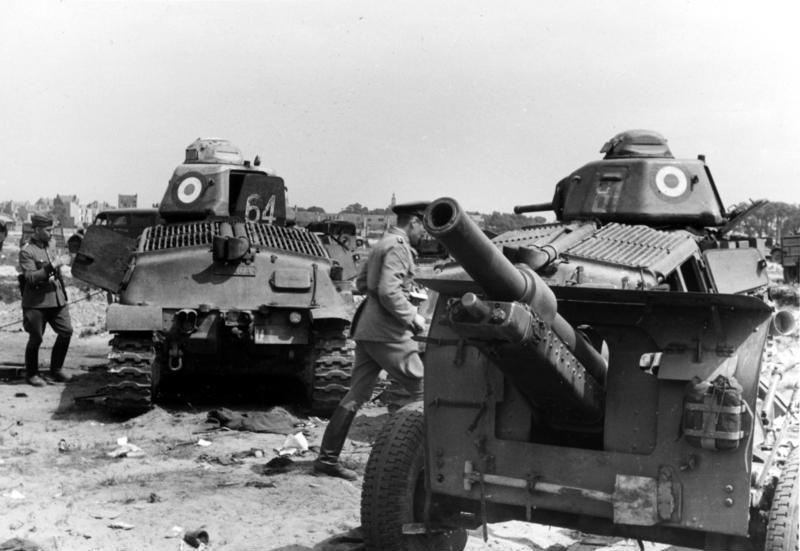
아뉘에서 파괴된 소무아 S35 전차 2대.

5월 12일부터 13일까지의 아뉘 전투에서, 1500대 이상의 장갑차 사이의 전투는 당시 가장 큰 대전차 전투였다. 프랑스는 160대 중 91대의 호치키스 H35 전차와 31대의 소무아 S35 전차를 독일군에게 잃었다. 독일은 자발적으로 프랑스가 철수한 후 전장을 통제했다. 그들은 결국 전차의 대부분의 수리와 재조립으로 복구하고, 그래서 독일군의 손실은 49대(제3 기갑사단이 20대, 제4 기갑사단이 29대)였다. 프리욱스는 프랑스 제1군이 진정하기 위한 목표를 달성했기 때문에, 프랑스의 전술적 승리로 평가했다. 반대로, 호퍼는 스당에서 프랑스 제1군을 방어하는 대는 성공하나 파괴하거나 반격에 실패하였다. 프랑스는 에워싸지면서 단 2주후에 됭케르크에 포위되어 영국군의 귀중한 자원을 낭비했다.
5월 14일, 아뉘에서 전술적으로 패배한 후 다시 프랑스의 방어선을 무너뜨리기 위해 장블루 간격 전투를 시행했다. 이것은 독일 기갑사단이 유일하게 공격적인 전투를 시행한 부분이었다. 이 시도는 모로코 4사단과 1사단에 의해 격퇴되었다. 기갑사단은 42대중 26대의 탱크를 잃었다. 이곳의 프랑스군의 방어 성공으로 더 남쪽으로의 진격이 대두되었다. 5월 4일부터 시작된 전투는 15일 프랑스군과의 첫 번째 전투를 맞았다. 기갑사단은 첫째 날 9대, 둘째 날 6대, 셋째 날 6대, 넷째 날 8대과 두 명령 탱크를 잃었고, 전체적으로 314대의 탱크가 있었다.

### 중앙 전선

#### 벨기에 및 프랑스 아르덴 지역

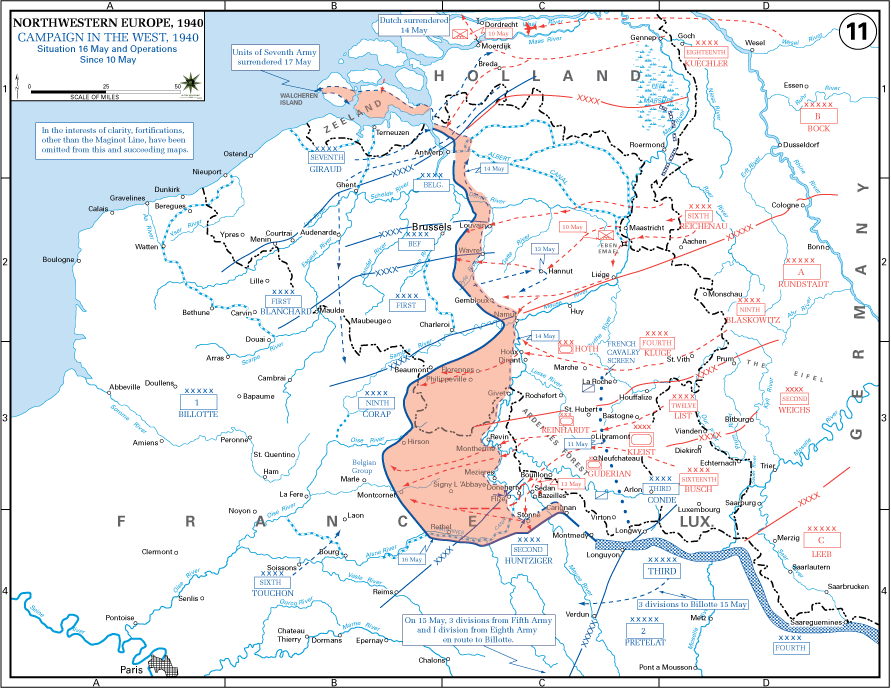
1940년 5월 16일 정오까지의 독일 진격

중앙에서, 독일군 A 집단군은 벨기에 기계화보병과 프랑스 기계화기병사단( Légères de Cavalerie)으로 인해 진격이 중단되었다. 주요 저항은 벨기에 1 군(Chasseurs Ardennais)와 프랑스 5 경기병군이었다. 이 군들은 많은 독일 전차에 비해 대전차 무기가 부족하여 빠르게 뫼즈로 후퇴했다. 독일군은 매우 열약한 도로로 전진하여 큰 정체가 빚어졌다. 클라리스트의 기갑사단은 41,000대 이상의 전차가 있었다. 이 거대한 군은 아르덴을 향해 오직 4개 도로로만 진격이 가능했다. 시간상 매우 큰 혼잡은 동부로부터 시작하여 2주 동안 지속되었다. 그래서 독일 육군 A 집단군은 항공 공격에 취약했으나, 실제로는 한 번도 공격을 당하지 않았다. 가믈랭은 상황을 잘 알고 있었지만, 프랑스 폭격기 부대는 너무 멀리 떨어져 있어 독일군이 제공권을 장악했다. 프랑스는 독일 기갑부대를 막기 위한 첫 번째 전투로 마스트리흐트 전투가 있었지만, 큰 피해를 주지 못했다. 2일 동안, 폭격기 부대는 135기 중 75기로 줄어들었다.
5월 11일, 가믈랭은 뫼즈 전선의 방어를 예비 병력에게 명령했다. 독일 공군에 의한 위험성이 제기되어, 철도를 통한 이동은 저녁으로 제한되어서 점차 진격이 둔화되고, 독일 세력은 프랑스가 느린 것에 서로 맞게 되어 느리게 진격했으나 프랑스군은 감지하지 못했다. 프랑스군은 하천 도하에 중장비를 지원받지 못했다. 그들은 독일 전차와 보병이 강하다는 것을 알고 있었지만, 그들은 화포와 요새에서 우위가 있다고 생각했다. 그러나, 전투병의 사기는 의심되었다. 독일군은 5월 12일 늦게 뫼즈강에 도달했다. 육군 A 집단군의 세 부대가 강을 넘기 위해, 주 전선인 남부 스당, 북서부의 몽테르메, 북부에서 디넝에서 강을 넘었다. 처음으로 넘어간 독일 부대는 그 지역에서 우위가 없었고, 화포 지원은 단지 12번의 지원으로 제한되었었다. 다행히도 독일군 사단에서도 프랑스군은 화포 지원이 튜브(총)에서 30번으로 제한되었었다.

#### 스당 전투

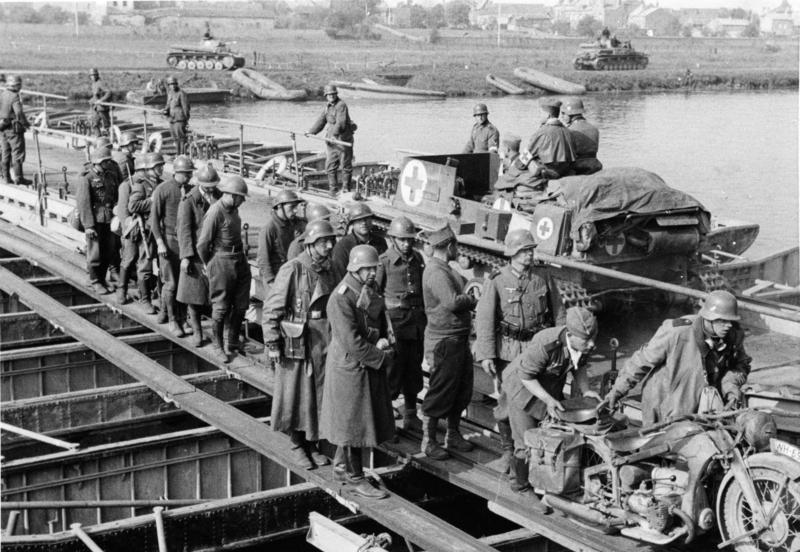
1940년 5월 14일, 스당에서 프랑스군 포로와 함께 마스 강을 도하하고 있는 독일 1 기갑 연대.

스당에서, 뫼즈 선은 6 km (3.7 mi) 깊이의 강력한 방어선이 구축되어 있었고 뫼즈 계곡이 내려다보이는 언덕에는 현대적인 벙커를 약 103개 설치하여 요새에는 제147 보병 연대가 지키고 있었다. 이 곳에는 55 사단이 있었다. 이것은 "B"군의 예비 사단이었다. 5월 13일 아침, 71 사단이 스당 동쪽으로 이동하고, 55 사단과는 약 10 km (6.2 mi) 이상 떨어져 있었다. 또한, 그것은 독일 대포 공격에 유리했다.
5월 13일, 독일 19 사단은 스당 근처에서 1 기갑사단, 2 기갑사단, 10 기갑사단과 엘리트 그로스도이칠란트 보병 연대가 강을 도하했다. 대신 프랑스가 예상대로 천천히 포를 조직하고, 독일군이 프랑스 선의 좁은 영역의 선을 부수고 강력한 항공 지원으로 급강하폭격기를 이용해 융단 폭격을 내렸다. 헤르만 괴링은 구데리안에게 박모부터 오전 8시까지 대규모 공습을 할 것을 약속했다. 독일 공군은 처음으로 가장 강력한 대규모 공습을 실시했다. 독일 공군은 스투캄프게스와이더(급강하폭격) 공격으로 300기를 출격시켰다. 총 3,940기가 캄프게스와이더(폭격 부대)로 출격했다.
사격 진지 몇몇은 영향을 받지 않았고, 기갑사단 2 사단과 10 사단이 완전히 강을 도하하지 않았다. 그러나, 프랑스 55 사단은 항공 공격으로 인해 와해되었다. 프랑스의 포병 지원대는 도주했다. 몇 백명의 사상자를 내고 독일군은 프랑스 방어선 8 km (5.0 mi) 내로 진입했다. 심지어 그때 즈음에 보병의 대부분은 도하하지 않고 주로 공격대 6개 소대 정도만 도하했다.
스당을 바라보며 혼란은 프랑스 방어선 전체로 확산되었다. 5월 13일 오후 7시, 제55사단의 295연대는 최종 방어선인 불손 10 km (6.2 mi)에 방어선을 구축했으나, 독일 기갑부대가 방어선을 돌파했다는 루머로 인해 와해되었다. 심지어는 한 대의 탱크도 강을 도하하지 않았으나 프랑스 방어군은 도주했다. 이 "불손의 공황사태"는 사단의 포병 부대로 전해졌다. 독일군은 그 위치에서 공격받지 않았으며, 12시간 후인 5월 14일 오전 7시 20분까지 지속되었다. 그럼에도 불구하고, 프랑스군은 독일군이 교두보를 점령하기 전에 몇 시간 반격을 하였으나 실패했다.
스당에서 패배를 인식한 후, 프랑스 1 군 지휘관 가스톤-앙리 빌로테는 스당 오른쪽을 중심선으로 뫼즈 다리를 공중 폭격으로 파괴하라고 촉구하며 "그것을 통해 승리 또는 패배를 전할 것이다."라고 말했다. 그 날, 가용한 모든 연합군 폭격기가 3개의 다리를 파괴하는 데 시도했으나 큰 손실을 입고 실패했다. 이 때 연합군 폭격기의 44%가 파괴되었다.

#### 뫼즈 전선의 붕괴

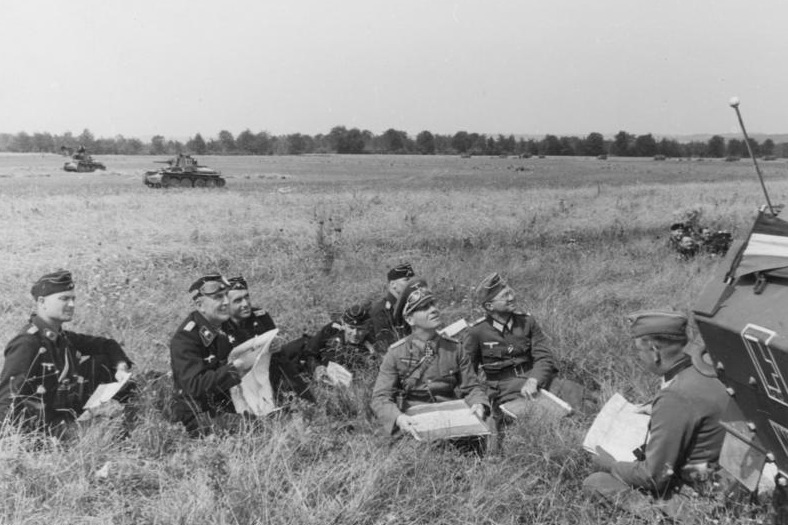
1940년의 롬멜. 롬멜과 구데리안 모두 뫼즈 교두보 확보 후 진격 정지하라는 OKW의 명령을 어겼다. 이 결정은 독일 성공의 열쇠임이 밝혀졌다.

독일 XIX군 사령관인 하인츠 구데리안은, 5월 12일에 적어도 프랑스 20 km (12 mi) 내륙으로 진군하고 있었다. 그의 상관인 폰 클라이스트는, 히틀러를 대신하여 하루에 최대 8 km (5.0 mi)만을 진격하는 명령을 내렸다. 5월 14일 오전 11시 45분, 게르트 폰 룬트슈테트는 진격을 허가하고 전차 진격을 명령했다. 구데리안은 에발트 폰 클라이스트에게 사임 위협과 개입을 통해 "군사적 정찰"에 동의했다. 이것은 모호한 표현으로 구데리안은 진격하며 에발트 폰 클라이스트의 진격 중지 명령을 무시하는 것이었다.
구데리안이 제시한 원래 폰 만슈타인 계획에서 보조 공격은 마지노 선 뒤쪽의 남동부로 진격하며 프랑스군을 혼란시키기도록 했다. 이 요소는 할더에 의해 삭제되나, 10 기갑사단과 판-게르만 보병 여단에게 남쪽으로 속인수 공격을 실행할 것을 명령하나, 오직 스당 남부 부근만 가능하도록 했다. 프랑스 제2군의 지휘관인 찰스 헌트지거는 교두보를 제거하기 위한 반격으로 3 쿠나세 사단을 배치했다. 이 전투 결과, 5월 15일부터 17일까지 반격은 실패하나 스당은 많은 시간 동안 여러 번 주인이 바뀌었다. 헌트지거는 적어도 방어에 성공한 것으로 판단하고 측면 보호의 능력을 줄였다. 스당 전투과 불손에서의 전투는 프랑스군이 스당의 고지를 점령했다. 그들은 다 오지 않았어도, 스당 교두보를 제거할 수 있었다. 대형 전투가 지속되며 스당은 17번 주도권이 바뀌었다. 그러나, 5월 17일 저녁을 마지막으로 스당은 독일이 점령했다.
한편, 구데리안은 5월 14일에 1 기갑사단과 2 기갑사단을 서쪽으로 발진시켰다. 그들은 영국 해협으로 진군하기 시작했다.
5월 15일, 치열한 전투 중 구데리안의 기계화 보병은 스당 서부로 분산시켜 프랑스 6 군과 9 군 남쪽 측면 사이를 돌파시켰다. 제 9군은 붕괴하고, 집단으로 항복했다. 102 요새 사단은 측면이 지원되지 않아 몽테르메 교두보에 5월 15일 고립되었고 항복했다. 6 기갑사단과 8 기갑사단도 공중 지원이 없어 공격을 연기했다. 프랑스 2 군은 심각한 손상을 입고 제기 불능이 되었다. 또한 제9군은 방어선을 강화할 시간이 없어서 그것들을 내주었다. 에르빈 롬멜은 24시간의 방어 수칙을 어겼다. 그는 7 기갑사단과 침공을 시작했지만, 나머지 사단들은 허용을 거부하고 낮과 밤 시간 동안 선봉대가 되었다. 이 "유령" 사단은 24시간 동안 48km를 진격했다.
롬멜의 우수한 소통 능력으로 전선을 유지시켰으나, 헤르만 호트 장군의 본부와의 연락은 끊어지게 되었다. 새로운 방어선을 구축하기 위해 프랑스에서 기다리라는 명령에 불복종하고 그는 1,2 기갑 사단과 함께 에베센스-쉬르-헬페 북서부로 계속 진격했다. 5 기계화 사단이 롬멜의 경로에서 야영을 결정했고, 그 차량들은 깔끔하게 도로 가장자리로 주차하여 롬멜은 운이 좋았다. 이 단계에서, 롬멜의 전차들은 그들 사이를 뚫고 진격했다. 느린 속도와 승무원의 과부하, 통신 수단의 부족으로 인해 프랑스는 전투에서 패했다. 5 기갑사단도 전투에 참여했다. 프랑스는 사단이 상당한 손실을 입으나 독일의 기계화 병력의 속도에 대응하지 못하고 프랑스 기갑 병력을 파견하지 못했다. 전투 중에, 제1 DCR의 나머지 부분들은 벨기에에서 전차 16대를 남기고 후퇴하며 패배했다. 프랑스는 단지 3개의 탱크만 남기고 패배했다. 1 DCR는 5월 17일에 해체되었다. 독일은 이 전투에서 500개의 탱크 중 50개를 잃었다.
5월 17일, 롬멜은 만명을 포로로 잡고 36명이 사망했다고 보고했다. 구데리안은 빠른 진격에 격려하고, 그의 19 군을 격려하며 1, 2, 10 기갑사단은 채널 제도로 빠르게 진격하기 시작했다. 그러나, 지상 지휘관의 너무 큰 성공은 독일군이 너무 빠르게 움직이게 되어 히틀러가 걱정하게 되었다. 할더는 5월 17일 그의 일기에서 "총통은 몹시 긴장했다. 자신의 성공을 두려워하고, 그는 모든 기회를 뿌리치고 고삐를 당겼다 ... 그는 남쪽 측면에 대해 계속 걱정했다. 그는 이 측면에 의해 전역 전체가 무너질까봐 걱정했다"라고 작성했다. 히틀러와 클라리스트의 중지 명령을 다르게 해석하고 기만하여 지상 지휘관들은 바다에서 북부군이 후퇴하기 전에 진격하여 히틀러의 진격 중지를 무시할 수 있었다.

#### 저프랑스의 의욕

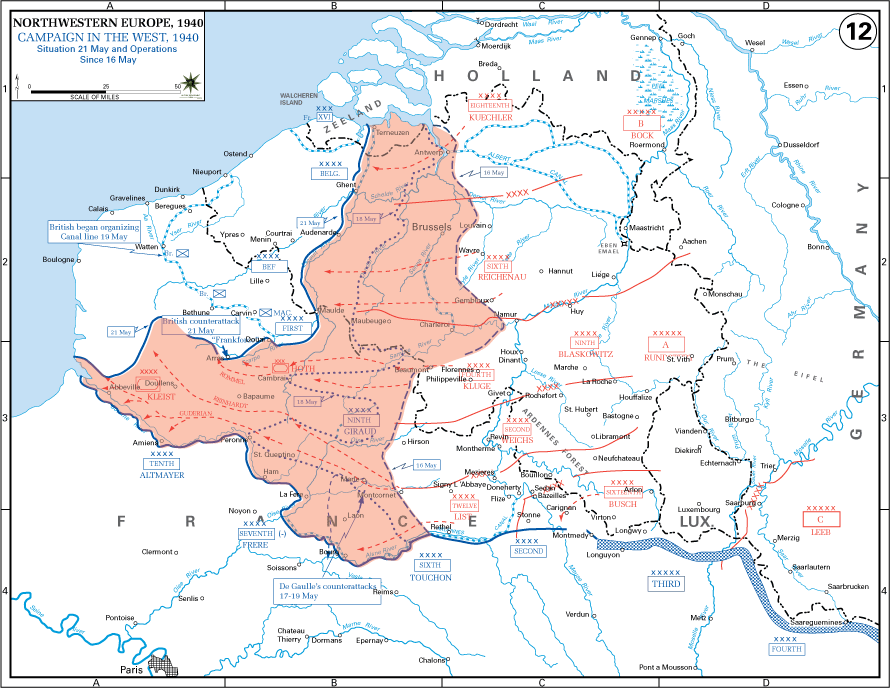
1940년 5월 21일까지의 독일 진격

기갑사단들은 상당한 진격으로 인해 공세가 둔화되나, 공세에 취약하게 할 수 있었다. 그러나, 탱크들은 자체 연료가 부족하며 많은 탱크가 멈추었다. 그들과 보병과의 거리 차이는 매우 위험한 수준까지 벌어졌다. 이 기갑사단과의 차이로 인해, 연합군은 기갑사단을 측면 공격하여 포위할 수 있었다.
그러나, 프랑스 사령부는 갑작스런 공세의 충격에 패배로 단정지었다. 5월 15일 아침, 수상 폴 레노는 영국의 총리 윈스턴 처칠에게 "우리는 패배했다. 우리는 공격당했고 전투에서 패배했다"("We have been defeated. We are beaten; we have lost the battle.")이라고 발언했다. 처칠은 레노에게 제1차 세계 대전 당시 연합군 방어선을 돌파한 독일군 시기의 총리처럼 몇 가지 지원을 시도했다. 그러나, 레노는 절망에 빠졌다.
처칠은 5월 16일 파리로 갔다. 그는 이미 프랑스 정부는 도피했으며 수도에서의 대피가 준비된 것을 관찰했을 때 상황의 심각성을 깨달았다. 프랑스 지휘관들의 침울한 회의에서, 처칠은 가믈랭 장군에게 제1차 세계 대전에서 파리를 지킨 것처럼 "전략 구역은 어디 있나?"(Où est la masse de manoeuvre?")라고 물었다. 그러자, 가믈랭은 "그것은 없다"(Aucune)라고 대답했다. 전쟁 후, 가믈랭은 그의 말을 "그것은 더 이상 없었다"의 뜻으로 발언했다고 주장했다. 처칠은 나중에 그것이 가장 충격적인 순간이라고 말했다. 처칠은 가믈랭 장군에게 독일의 팽창된 측면을 공격하는 반격 작전을 제안했다. 가믈랭은 단순히 "수의 열세, 장비의 열세, 방법의 열세"라고 말했다.

#### 연합군의 반격 실패
북부의 일부 연합군은 반격을 시도했다. 그들은 예비 병력을 결정적인 반격에 이용할 수 있도록 배치했다. 이는 전쟁 전에는 임원들은 연구에서 저지대 국가에서의 "반격 또는 저항"을 위해 프랑스 영토에 배치하던 예비군이었다.
높은 수치의 병력에도 불구하고, 프랑스는 그것을 제대로 이용하는 데 실패하여 독일군의 전진의 공격에 취약해졌다. 독일은 주공에서 전투 차량을 배치하고, 점령 지역과 주요 공세 지점에서 그 차량들을 활용했다. 프랑스의 기갑 부대들은 일괄적으로 작은 군으로 전 지역에 퍼져 있었다. 프랑스 예비군의 대부분은 최선을 다해 전투했다. 1 DCR 부대는 연료가 소진되어 붕괴되었고, 3 DCR은 스당에서 독일의 교두보를 파괴하기 위한 공세에 실패했다. 예비군에 남아 있던 유일한 기갑 부대인 제2 DCR은 5월 16일 세인트-카텐 서부 공세를 시작했다. 사단 지휘관은 12개의 흩어진 중대를 지휘했고, 어떤 중대는 49km 전면을 따라 흩어져 있었다. 이들은 제8 기갑 사단에게 효과적으로 파괴되었다.
급하게 형성된 4 DCR의 지휘관인 중령 샤를 드 골은 구데리안이 지휘하는 "기갑" 본부와 1 기갑사단의 후방인 몬트코렛 남부를 공격할려고 했다. 구데리안은 10 기갑사단을 이용하여 급하게 방어를 성공하고 드 골 부대의 측면을 위협했다. 이 측면 압박과 공격은 루프트바페의 제8 비행단의 공격으로 저지되었다. 프랑스군은 5월 17일 32개의 탱크와 장갑차를 잃었으나 그것은 "독일에서 손실"을 입었다고 기록했다. 5월 19일, 지원병을 받은 드 골은 80대에서 155대의 차량 손실을 입고 또 다른 노력을 해야 했다. 폰 리히트호펜의 8 비행단은 취약한 독일군의 측면을 공격할려는 프랑스군의 반격을 상대로 하는 매우 중요한 작전을 거의 다 했다. 드 골의 프랑스 제19군은 주로 리히트호펜의 비행단에 의해 붕괴되었다.
드골은 성공을 달성했다고는 하나, 5월 17일과 19일의 공격은 큰 전반적인 상황을 바꾸지 못했다. 이 프랑스군의 반격은 독일군이 채널 해로 진격하는 중 유일한 반격이었다.

#### 독일군의 영국해협 도달
연합군은 "기갑군"이 위험하지도 않았고 탈출할 수도 있었다. "기갑" 군단은 5월 17일-18일 동안 식사, 수면, 재급유 등을 하면서 많은 탱크가 멈추었다. 5월 18일, 롬멜은 프랑스가 포기한 캉브레를 점령했다.
5월 19일 영국 육군 원수이자 제국총참모장 제1대 아이언사이드 남작 에드먼드 아이언사이드는 장군 고드 로트에게 랑스 부근에서 BEF 사령관이 되었다. 그는 랑스 서남부를 공격하기를 원했다. 고트는 그의 9개 사단은 이미 스헬더강을 넘었으며, 공격 가능한 사단은 2개만 있다고 말했다. 아이언사이드는 고트에게 그 명령을 내린 사람을 물어봤다. 고트는 프랑스 제 1군의 사령관인 빌로테 장군에게 명령을 내렸으나, 8일 동안 명령에 응답하지 못했다. 아이언사이드는 본부 근처에서 빌로테 장군을 만나며 결정적인 공격을 취하지 못하는 문제를 발견했다. 그는 영국에게 BEF는 이미 후퇴할 운명이었다며 긴급하게 영국 침공 방지 작전을 세운다.
이제 연합군은 탈출하여 재편성할 수 있기 때문에 독일군은 정지 명령을 지킬 수 없었다. 5월 19일, 구데리안은 전진하기 시작하며 솜주의 영국 18, 23 원정군 사단을 물리쳤다. 독일군은 아미앵과 아브빌 다리 서안을 점령했다. 이 움직임은 프랑스군, 영국군, 네덜란드군, 벨기에군을 남북으로 나누어지게 했다. 5월 20일, 루돌프 베이델의 2 기갑사단의 정찰병이 노엘-쉬르-메르에 도달하며 17 사단에서 서쪽으로 100 km 떨어지게 되었다. 그 곳에서, 독일군은 솜강 하구와 영국해협을 볼 수 있었다. 연합군 제 1군(벨기에군, 영국군, 프랑스 제 1, 7, 9군)을 포위하는 거대한 포위망이 완성되었다.
볼프람 폰 리히토펜 지휘하의 8 육군항공대는 채널 해 근방을 폭격하기 시작했다. Ju 87의 "최고의 시간" 이후, 효율적인 무전 시스템으로 기갑 사단을 지원한 후, 모든 육지 경로를 막았다. Ju 87은 독일군의 측면을 따라 효과적인 공격을 하며 후방 보급을 방해했다. 독일 공군은 전역에서 우수한 지대공 통신을 이루어냈다. 라디오를 갖춘 연락 대원은 축선을 따라 적을 공격하도록 지시받았다. 어떤 경우에는, 독일 공군은 10-20분 내에 응답을 받았다. 중령 한스 슈파이덴만(리히트호펜의 참모총장)은 "다시는 이런 원활한 토론과 계획으로 작동되는 시스템은 없을 것이다"라고 말했다. 시험적으로 Ju 87기가 45-75분을 기다려야 했으며, 헨셀 Hs 123은 10분 거리에 있었다.

### 베강 계획

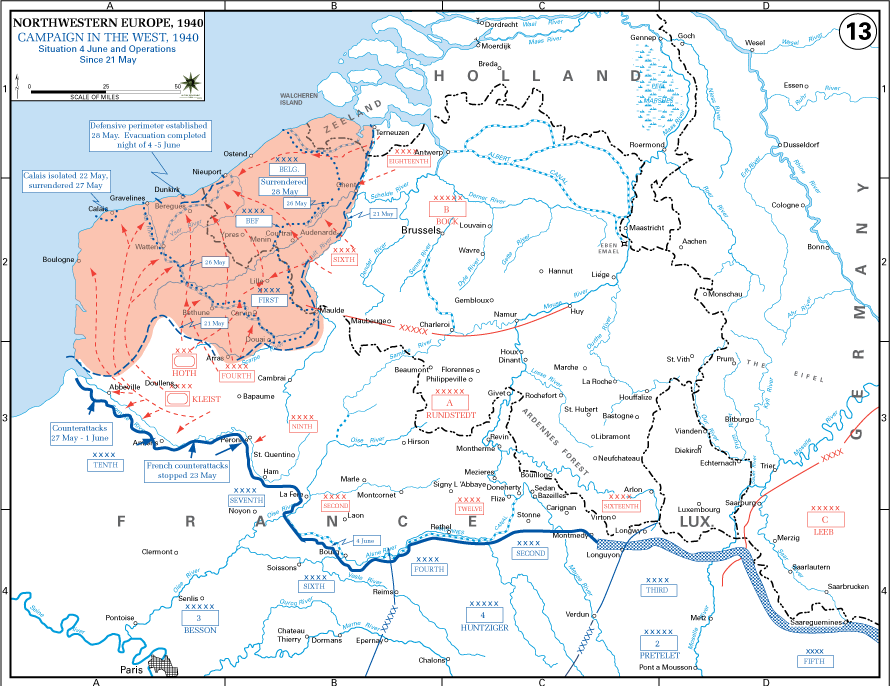
1940년 5월 21일부터 6월 4일까지 진격.

5월 20일 아침, 모리스 가믈랭은 프랑스 군에게 솜강에서 북쪽으로 진격하여 벨기에와 프랑스 북부에 갇힌 연합군을 구출하고자 했다. 그러나, 5월 19일 저녁 프랑스 총리인 폴 레노는 독일 공세 방어 실패로 인해 가믈랭을 해임시켰고 막심 베이강 장군을 임명했다. 베강은 약간의 위험성을 느꼈다. 그는 최고 사령관의 첫 번째 임무에서 숙면을 주장했다. 베강은 귀중한 시간을 낭비하며 신속한 역습을 시도하는 데 실패했다. 그가 가믈랭의 공세 계획을 취소한 후, 몇 일 동안 파리에서 잡무를 처리했다. 그 후, 가믈랭의 작전과 비슷한 독일 "회랑"의 남부와 북부 반격을 제안했고, 이는 솜강 전면의 포위망에 둘러싼 군대를 다시 탈출시키기 위해 새로 프랑스 3 육군 그룹을 만들었다. 회랑에 대한 모든 공격을 명령했다.
5월 22일, 웨강드는 북쪽과 남쪽에서 공세를 시작하여 독일의 기갑 사단을 공격하고자 했다. 지도에서 이 실행 가능한 작전은 폰 클라이스트의 2개 "기갑군단"이 해안으로 이동하고 생긴 회랑을 끊는 것이다. 서류상으로, 베강 장군은 북쪽에서 3개 DLM과 BEF, 남쪽에서 드 골의 4 DCR 등 작전 실행에 충분한 전력을 갖추고 있었다. 그러나, 이 동안 독일군의 위치는 안전한 곳에 위치하여 이 기회를 놓쳤다. 이 지연은 독일군이 회랑에 더 많은 군을 배치하고 채널 해안으로의 공세를 막을 수 없게 했다. 베강은 5월 21일 포위망 안으로 들어가서 1 육군 그룹 장군 빌로테와 벨기에 국왕 레오폴 3세와 만났다. 벨기에군의 위치는 공세적이었으며 이는 레오폴 3세에 의해 확인되었다. 벨기에군은 항공기와 전차가 부족해서 공세가 불가능으로 생각되어 전적으로 방어만 하게 되었다. 왕은 분명 벨기에의 영역은 줄어드고 있으며 현재 보급품으로 2주밖에 버틸 수 없다고 밝혔다. 레오폴 3세는 벨기에 영역을 잃을 수 있는 위험 때문에 BEF군과의 조우를 하지 않았으나, 그는 영국군에게 남부에서의 공세를 계속할 경우 벨기에는 감당 이상의 군을 맡을 것이며 군대가 붕괴할 것이라 경고했다. 레오폴 왕은 최고의 방책은 됭케르크-벨기에 항구의 해변 방어선을 구축하는 것이라고 말했다.
고트는 공세 우선의 프랑스군의 능력을 의심했다. 5월 23일, 문제는 더욱 악화되었고 빌로테가 교통 사고로 사망하고 3일 동안 포위망의 연합군 지도자는 없었다. 빌로테는 철저하게 연합군에게 베강의 계획을 전달해 준 유일한 연합군 사령관이었다. 같은 날, 영국군은 채널 해의 항구로 후퇴하기로 결정했다. 이 사건으로, 통신이 중단되고 북부에서는 5월 21일 프랑스군과 영국군의 아라스에서의 공세, 5월 22일 프랑스군의 캉브레 등 2개의 소규모 공세밖에 없었다.
2개 전차 연대를 지휘하는 소장 해롤드 에드워드 프랭클린은 아라스 지역으로 이동했다. 프랭클린은 프랑스군이 캉브레 북쪽으로 공세를 한다는 것을 알지 못하고, 프랑스군은 영국군이 포위망을 빠져나가기 위해 남쪽으로 공세를 한다는 것을 모르고 있었다. 작전의 중요성을 모르는 프랭클린은 아라스의 연합군의 부담을 해소하고 독일의 통신망을 절단하고자 했다. 따라서, 그는 자신의 주군을 공세에 참여시키는 위험을 감수하고 싶지 않아 5 보병 사단과 50 보병 연대를 참여시키고 목표를 제한시켰다. 또한, 그는 프랑스 1 군에서 사용할 수 있는 3 DLM을 사용했다. 이 군은 안트 전투에서 소무아 S35 전차 방어에 큰 문제를 발견했다. 그들은 더 이상 측면 보호로 이용되지 않았다. 오직 2개 보병 연대와 2개 전차 연대만 전투 가능했다. 영국의 전차군은 고장으로 인해 참여하지 못했다. 그러나, 그들은 74개 마틸다 Mk.2 보병전차와 14개 경전차 운용이 가능했다.
그 결과 아라스 전투에서 연합군은 최초로 독일군에게의 반격을 성공시켰으나, 전차와 보병과의 통신이 낙후되고 독일의 재반격으로 인해 실패했다. 이 전투 후, 독일군은 88mm FlaK 18/36/37/41 포와 10.5 cm leFH 18를 이용하여 방어했다. 프랑스군은 독일군에게 큰 피해를 입히기도 하였으나, 독일 공군에 의해 퇴각하게 되었다. 영국군의 전차 88대 중 28대만 작동 가능했다. 캉브레의 프랑스 5 군단 공격도 실패했다. 5 군단도 이제 벨기에 방면에서 방어전을 시작했다.
이 공격들은 전차 부대 파괴 시도와는 연계되지 않았지만, 독일 최고 사령부의 롬멜은 두려움에 빠졌다. 그들은 연합군 전차 수백 대를 정예 군단으로 박살냈다고 생각했다. 이것은 부적절한 공포였다. 영국군 공격의 작전 및 전략적 효과는 전술적 효과에 비례했다. 5월 22일 이른 아침, 독일 최고 사령부는 자신감을 다시 얻고 구데리안의 19 기갑부대에게 1 기갑사단은 칼레로, 2 기갑사단은 불로뉴쉬르메르로, 10 기갑사단은 됭케르크로 전진할 것을 명령했다. 나중에, 1, 10 기갑 사단의 명령은 되물림되었다. 1 기갑사단은 됭케르크로, 10 기갑사단은 칼레로 전진하는 것으로 바뀌었다.
궁극적으로 효과가 없음에도 불구하고, 5월 19일 프랑스군은 드골의 지휘하에 페론에서의 반격 (궁극적으로는 북쪽으로)을 재촉했고, 5월 24일 7 DIC의 소수 전차 지원을 받았지만 공격에 실패했다. 다소 약한 노력을 했음에도 불구하고, 5월 27일에 영국의 1 기갑 사단은 급하게 르아브빌을 공격하나 심각한 손실을 입게 되었다. 다음 날 드골 장군도 같은 결과가 나왔다. 그러나, 지금쯤에도 완전한 성공을 거두어도 북부에 고립된 연합군을 탈출하지는 못했을 것이었다.

### BEF와 채널 제도

#### 정지 명령

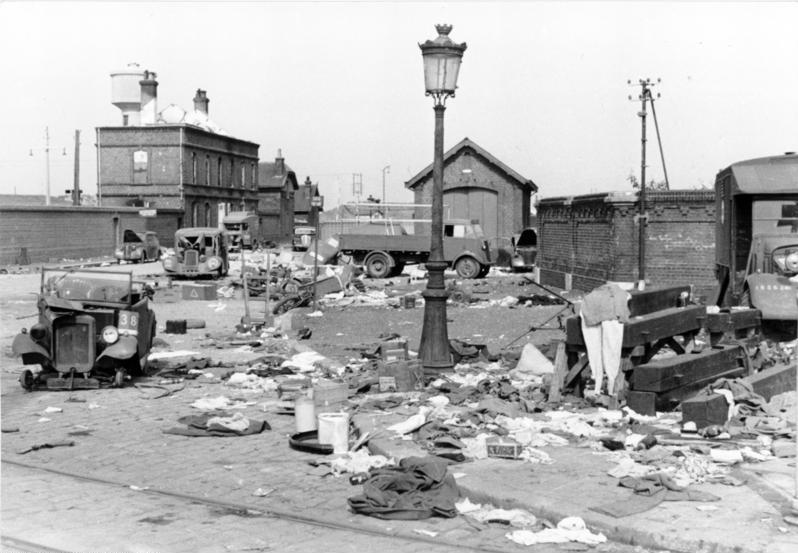
전투 후 파괴된 칼레 시내.

5월 23일, 귄터 폰 클루게의 독일 4 군은 뒁케르크에서의 연합군 공격을 멈추고 "정지하라는 명령"을 받았다. 연합군은 도시에 갇혀 있어 게르트 폰 룬트슈테트와 폰 클루게는 합의했다. 5월 23일 4 군의 일기에서, "5월 24일부터 대령 폰 룬트슈테트의 명령으로 진격을 멈추었다"라고 썼다. 독일 육군 최고 사령관인 발터 폰 브라우히치는 4 군이 계속 됭케르크에 대한 공격을 계속하고 싶어했다. 보크 장군은 바쁜 상태였고 폰 룬트슈테트와 폰 클루게의 뒹케르크 진격 정지 반대에 할더 장군이 동의했다. 이 의견 차이는 히틀러에 의해 브라우히치의 의견을 기각하고 됭케르크의 공격을 중지시켰다 히틀러의 오류로 독일군의 진격을 중지시킬 수 없었지만, 대부분의 장군들은 진격을 중지시켰다. 이렇게 히틀러의 "고무적 날인"으로 클라이스트도 중지에 합의했다. 정지 명령은 현재에도 논쟁의 여지가 남아 있다.
같은 시간 동안, B 집단군의 보크 장군은 대부분의 항공 지원과 사단을 빼앗겼다. A 집단군에게 10개 기갑 사단을 포함하여 70개 사단을 운용하는 동안, B 집단군은 21개 사단으로 줄었다. B 집단군은 A 집단군의 "모루"에 대한 "망치"로 이용하는 것이었다. 할더는 나중에 히틀러가 플랑드르 땅이 아닌 프랑스에서 결정적인 전투가 일어날 것이라고 생각했다고 말했다.
헤르만 괴링은 "독일 공군"이 폰 룬트슈텐트와 히틀러에게 모든 피난을 막으며 기갑 시간의 재정비 시간을 늘릴 것이라고 확신했다. 이 독일 공군의 지연으로 피난에 필요한 3일(5월 24일-27일)을 연합군에게 벌어주고 주요 피난 항구인 됭케르크의 방어 시간을 벌게 해주었다. 이것은 히틀러, 룬트슈텐트와 괴링 모두의 책임으로 본다.

#### 칼레 전투
5월 23일 이른 시간, 고트 장군은 아라스 강에서의 휴식을 명령한다. 지금쯤 그는 베강 장군의 계획에 대한 믿음이 없었고 소위 "플랑드르로의 후퇴"인 플랜더스 해안으로 후퇴하고자 했다. 고트는 후퇴의 발판이 되는 항구가 이미 위협받고 있는 것을 알고 있었다. 같은 날, 2 기갑사단은 불로뉴쉬르메르에 대한 공격을 시작했다. 중요한 부대는 영국 해군 함선으로 대피했지만, 5월 25일 영국 수비대가 항복했다. 또한, RAF보다 독일 공군이 제공권의 우위를 가져 함선을 공격할 수 있는 기회를 가졌다. 4,286명의 사람들이 대피했다.
10 기갑사단은 이제 5월 24일부터 칼레를 공격하기 시작했다. 영국 지원군(순양전차(cruiser tank)로 이루어진 3 영국 전차 연대와 30 영국 보병 연대)는 독일 공격 24시간 전 급하게 도착했다. 독일군이 됭케르크로 전진한다는 것을 알았던 수비군은 가능한 한 항구를 방어했다. 영국과 프랑스군은 페르디난드 샬(Ferdinand Schaal) 사단의 노력에도 불구하고 칼레를 지켰다. 이에 좌절하여 구데리안은 10 기갑사단이 5월 26일 14시까지 점령한다는 명령을 취소하고 독일 공군에게 마을을 파괴할 수 있는지 물었다. 결국, 프랑스군과 영국군은 탄약이 다 떨어져 5월 26일 13시에 샬 사단의 후퇴 기한 30분 전에 칼레를 점령했다. 프랑스군이 있는 주요 요새의 항복에도 불구하고, 영국군은 27일 새벽까지 부두를 방어했다. 약 440명이 대피했다. 칼레 공방전은 4일동안 지속되었다. 그러나, 지연 작전의 대가가 있었다. 방어하고 있던 연합군의 60%가 사망하거나 부상을 입었다.

#### 다이나모 작전

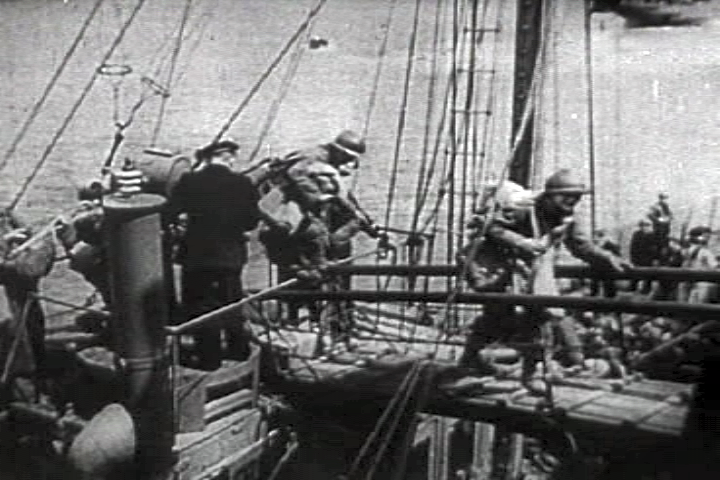
됭케르크에서 다이나모 작전에 따라 영국 함선으로 피난하는 프랑스군.

연합군은 5월 26일부터 벨기에 북부와 파드칼레주에 포위된 프랑스군, 영국군, 벨기에군을 구출하기 위해 다이나모 작전을 실행했다. 첫날에 28,000명의 군인이 대피했다. 릴에 남아있던 프랑스 1 군은 베강의 프랑스 해안으로 후퇴할려던 작전이 실패하고 5월 31일 릴 공방전에서 5만명이 포로가 된다. 1 군은 릴에서 희생적인 방어로 됭케르크에서 7만명의 병사가 탈출할 수 있게 했다. 5월 31일까지 연합군 총 165,000명이 탈출했다. 연합군의 위치는 벨기에 국왕 레오폴 3세가 5월 28일 항복하자 복잡하게 되었다. 벨기에군은 이프르에서 딕스뮈르(Dixmude)까지 배치되어 있었다. 그럼에도 불구하고, 됭케르크 전투동안 영국군 139,732명과 프랑스군 139,097명이 탈출했다. 5월 31일부터 6월 4일까지 영국군 2만명과 프랑스군 98,000명이 탈출했다. 하지만, 후방의 3-4만명의 프랑스군은 포로가 되었다. 철수 병력 총 합은 338,226명이었다.
됭케르크 전투동안, 독일 공군은 탈출을 막기 위해 최선을 다했다. 총 1,882기의 폭격기와 1,997기의 전투기가 출격했다. 영국군은 프랑스 전역 동안 60%의 전투기 조종사 손실을 비롯하여 총 6%의 손실을 입었다. 독일 공군은 탈출을 막는 목적은 실패했지만 연합군에게 심각한 피해를 입었다. 영국 해군 구축함 40척 중 29척이 격침되거나 심각한 손상을 입고, 총 89개 상선(126,518 grt)가 피해를 입었다. 독일군은 100기의 전투기 손실을 입었고, RAF는 106기의 전투기 손실을 입었다. 다른 출처에서는, 독일 공군은 됭케르크 지역에서 240기의 손실을 입었다고도 한다.
혼란은 여전했다. 됭케르크 탈출 이후, 한동안 파리는 짧은 포위전을 견더야 했고 캐나다 보병 사단이 브르타뉴반도로 지원을 왔지만 프랑스 항복 이후 철수했다. 로게르 에반스(Roger Evans) 하의 1 기갑 사단은 칼레 방어전의 보병 사단에서 빠져 1940년 6월 프랑스에 도착했다. 이는 51 (하이랜드) 보병 사단과 함께 노동자 대대(labor battalion)에 속해서 후방 작업만 하였다. 전역이 끝난 이후, 에르빈 롬멜은 탄약의 심각한 부족 속에서도 계속되는 저항을 칭찬했다.
1945년 2월 26일, 히틀러는 "스포츠 궁전"에서 처칠에게 희망을 주기 위해 일부로 BEF를 탈출시켰다고 주장했다. 몇몇 역사가들은 히틀러의 군사 지침 13호의 "프랑스, 영국, 벨기에군은 됭케르크 포위망에서 전멸"할 것이라는 말로 그의 말을 동의하기도 했다.

## 적색 상황

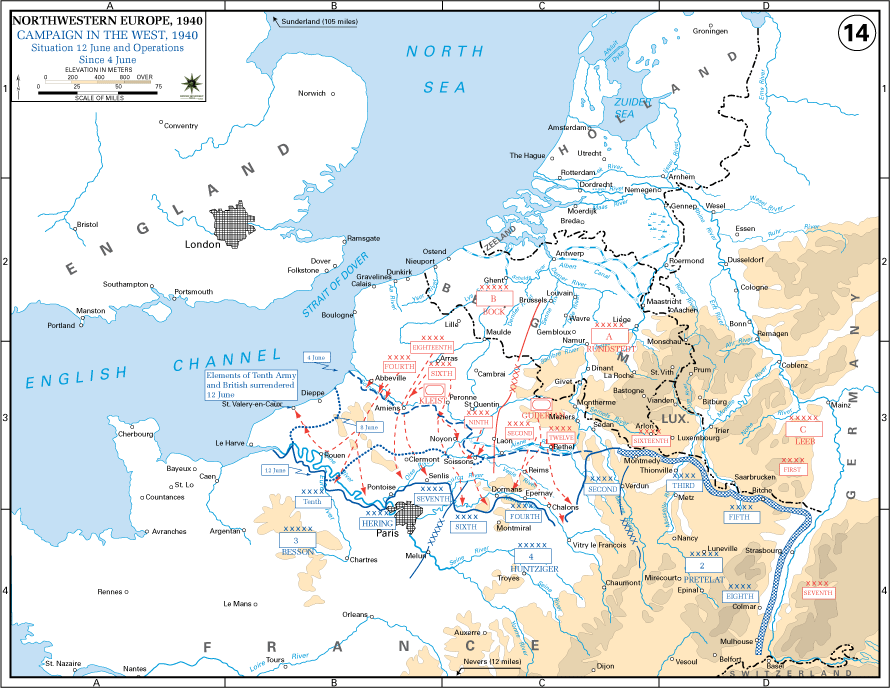
6월 4일부터 12일까지 센강 유역의 독일 진격.

### 프랑스의 문제
현대의 그리고 최신의 프랑스군은 북부의 포위로 인해 대부분 잃었고, 중장비와 중무기도 그 곳에서 대부분 잃어 버렸다. 전반적으로, 연합군은 "황색 상황"에서 61개 사단을 잃었다. 베강 장군은 매우 부족한 병력으로 긴 전선(스당에서 영국 해협)을 방어해야 하는 사태에 직면했다. 그는 오직 64개 프랑스군 사단과 1개 영국군 사단(51 (하이랜드) 보병 사단)만 이용 가능했다. 그는 획기적인 돌파구 생성이나 전선을 방어할 병력이 부족했고, 965km에 달하는 전선을 방어할 병력은 장시간의 전투로 피로가 높았다. 이 동안 독일군은 142개 사단이 이용 가능했다.
이에 더하여, 6월 10일 이탈리아 왕국은 프랑스와 영국에게 전쟁을 선포했다. 그러나, 이탈리아는 전쟁 준비가 되어있지 않았고 12일 동안 진격을 시도하지 않았다. 이탈리아 독재자 베니토 무솔리니는 독일의 성공에 편승하여 이탈리아에 이익을 가져올 방법을 물색하고 있었다. 무솔리니는 곧 충돌이 끝날 것이라고 생각했다. 그래도 그는 공격은 했다,6월 21일, 그의 32 개의 사단이 공격을 시작을 했다, 프랑스 군대는 이탈리아 군대 하고 싸울 여력 이 없었다. 많은 사단들이 북쪽으로 독일과 싸울려고 갔기 때문에 프랑스는 알파인 군대 그리고 고작 3 개의 사단 밖에 없었다. 그는 이탈리아 육군 최고 사령관인 피에트로 바돌리오에게 "나는 그냥 전투의 평화 회의에 앉을 수 있도록 몇 천 명의 죽음만이 필요하다"라고 말했다. 그러나, 프랑스군 알프스 주둔 사령관인 르네 오를리는 론 계곡에서 독일군의 공격에 무너지기도 했지만 이탈리아 공격을 막는데는 큰 문제는 없었다. 프랑스군 은 주로 알프스에 있는 알파인 방어선 에 주둔하고 있었다. 이탈리아 군대는 두 가지 작전이 있었다, 하나는 알프스를 넘고 하나는 해안선을 따라 니스를 점령하려던 계획이었다. 하지만 이탈리아 군대는 그다지 큰 성공을 거두지는 못했다. 알프스 공격은 큰 눈보라 때문에 실패했고 해안 공격은 겨우 8 킬로미터 밖에 전진을 했다. 하지만 프랑스에 항복 덕분에 이탈리아는 남부 프랑스를 가졌다.

### 베강 방어선의 붕괴

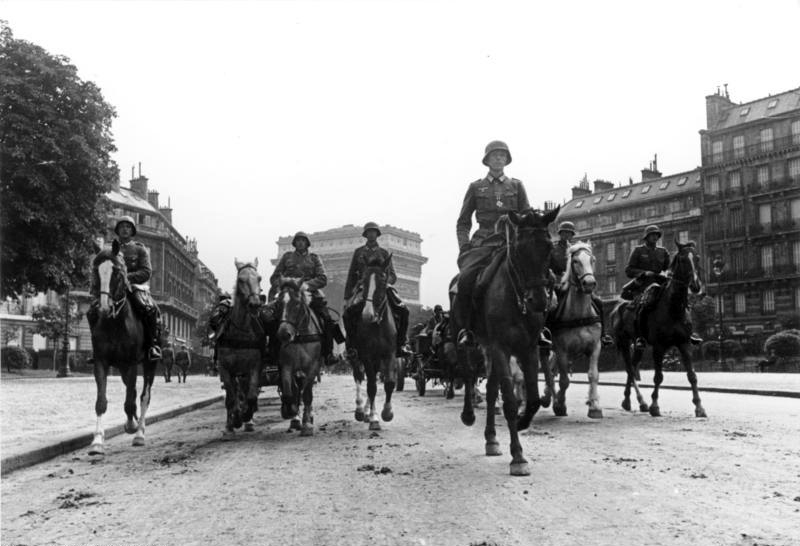
파리로 진주한 독일군.

독일군은 6월 5일 솜주 공격을 시작했다. 다음 3주 동안 독일군의 공격은 쉬울 것으로 예상되었으나 의외로 프랑스군의 저항이 심했다. 통신망이 붕괴되고 수리 지점 및 보급 지점의 접근을 차단시켰다. 또한, 112,000명의 프랑스군이 노르망디와 브르타뉴반도의 항구로 상륙했다. 이는 플랑드르에서 손실한 사단들을 대체했다. 프랑스는 1, 2 DCR(중기갑 사단)에서 잃은 상당한 양의 높은 질의 장갑을 얻을 수 있었다. 드 골의 4 DCR의 손실분도 대체되었다. 1940년 5월 말까지 사기는 매우 높았다.
높은 사기에 대한 것은 3가지로 설명된다. 대부분의 프랑스군이 패배에 대해 알고 있었고, 전선에 있는 병사는 소문으로만 독일의 성공을 들었기 때문이었다. 프랑스 장군들은 독일 기계화군에 대해 전술적 경험을 얻었다. 포 무기를 많이 충원하여 자신감을 얻었고, 독일 국방군의 전투 후 행동에 대해 알고 독일의 기갑 군대보다 더욱 전투능력이 높았다. 프랑스 전차는 이제 중전차와 중무기로 무장되었다.
5월 23일부터 28일 사이 동안, 프랑스 7 군과 10 군을 재편성했다. 베강은 깊은 종심의 방어선을 형성하고 최소한의 피해로 적군을 최대한 피해를 주도록 하게 "고슴도치 방어전"을 이용했다. 그는 주요 마을과 도시 뿐 아니라 소도시와 작은 마을에도 방어선을 구축하고, 독일 전선 360°를 따라 강화하였다. 이 뒤에는 새로운 보병, 기계화 보병, 장갑, 반 기계화 사단이 공격에 대응하고 반격할 준비를 하고 주변 무기에 대한 지휘 준비까지 마쳤다.
B 집단군이 파리의 양쪽을 공격하기 시작했다. 47개 사단 중 대부분이 기계화 사단이었다. 공세 시작 48시간도 안 돼서 사실상 독일은 주요 교두보를 형성하기 시작했다. 독일은 "추적을 금지"했다. 엔주의 기갑 전투 차량 천 대 이상으로 무장한 에리히 회프너 16 기갑 사단은 프랑스의 2개 기갑 사단과 1개 기계화 사단을 마주쳤다. 첫 번째 공격 이후 회프너의 사단은 80-500개의 기갑 전투 차량을 잃었다. 독일 4 군은 솜강 너머 교두보를 확보하지만, 독일의 엔 주 점령은 실패했다. 베강 장군은 깊은 종심의 방어를 형성하고 교차점을 방어했다. 아미앵에서 일어난 일련의 사건들로 인해, 독일군은 강력한 프랑스 포병이 있으며 프랑스의 전술을 인식하기 시작했다. 다시 한번 독일 육군은 결정적인 도움을 준 독일 공군을 이용하며 프랑스 대공포는 독일 보병으로 물리쳤다. 독일의 전진은 공세 3째 날 마지막으로 교차점을 점령했다. 프랑스 공군이 폭격을 시도했으나 실패했다. 독일 전투 기록 원본에서는 "적의 심각한 저항으로 인해 점령에 비용과 시간이 너무 많이 들었고 특히 군이 전진 중 숲과 나무 등 저항 지점에서 심각한 전투가 발생했다"라고 인정했다. 그러나, 남쪽의 아브빌에서는 로버트 알트마이에 하의 프랑스 10 군이 무너저 루앙과 센강 유역 남쪽으로 후퇴했다. 빠른 독일의 진군으로 적이 약화되었다. 롬멜의 7 기갑사단은 센 강 서쪽으로 진군하여 6월 18일 노르망디와 셰르부르옥트빌 항구를 점령했다. 셰르부르로 가는 길에, 롬멜은 6월 12일 영국 51 (하이랜드) 사단을 항복시켰다. 근접 전투로 인해 독일 공군 지원이 어려워졌다. 그러나, 전략적 의미에서 프랑스 기갑군을 분산시킬 수 있었다. 독일 사령부는 지나치게 전선을 확대했고 공격에 취약했다고 판단했지만, 독일 공군이 프랑스 군을 분산시켰고 항공 공격의 두려움으로 베강 장군이 기계화 병력 사용을 금지시켰다.
6월 10일, 프랑스 정부는 파리를 무방비 도시로 선포했다. 독일 18 군이 파리 근교에 배치되어 있었다. 프랑스는 수도에 접근하는 적을 방어했으나 여러 곳에서 전선이 붕괴되었다. 이제 베강 장군은 오래지 않아 프랑스군이 분해될 것이라고 말했다. 6월 13일, 처칠은 투르에서 열린 연합국 최고 전쟁위원회 회의에 참여했다. 그는 두 나라 사이의 연방을 제안했다. 이것은 거부되었다. 6월 14일 파리가 함락되었다. 파리 도시 거주민들은 독일군이 매우 예의바른 사실을 알았다.
추가된 위험인 항공 위험도 매우 커지게 되었다. 독일 공군은 제공권을 확립하고 프랑스 공군을 붕괴 직전으로 만들었다. 프랑스 공군(Armée de l'Air)은 6월 5일부터 9일까지(파울라 작전, Operation Paula) 1,815개 소규모 작전으로 518개 폭격기가 출격하는 등 이때부터 본격적으로 폭격기가 출격하기 시작한다. 폭격기 손실을 대체하는 것은 불가능해져 출격 횟수는 이후 점점 줄어들었다. RAF는 됭케르크 지역에서 독일 공군의 관심을 돌리기 위해 660회 출격하여 시도했고, 6월 21일에만 브리스틀 블렌하임 37기가 파괴되었다. 6월 9일 이후 프랑스 항공 기능이 거의 정지한 이후 일부 살아남은 항공기는 프랑스령 북아프리카로 피신했다. 독일 공군은 이제 "폭동을 만났다". 독일 공군은 독일 육군의 직접 및 간접 지원에 초점을 맞추고 있었다. 독일 공군의 목표는 공세 중인 전선이었고, 이는 신속한 무장 공격을 받은 후 무너지게 되었다.

### 마지노 선의 붕괴

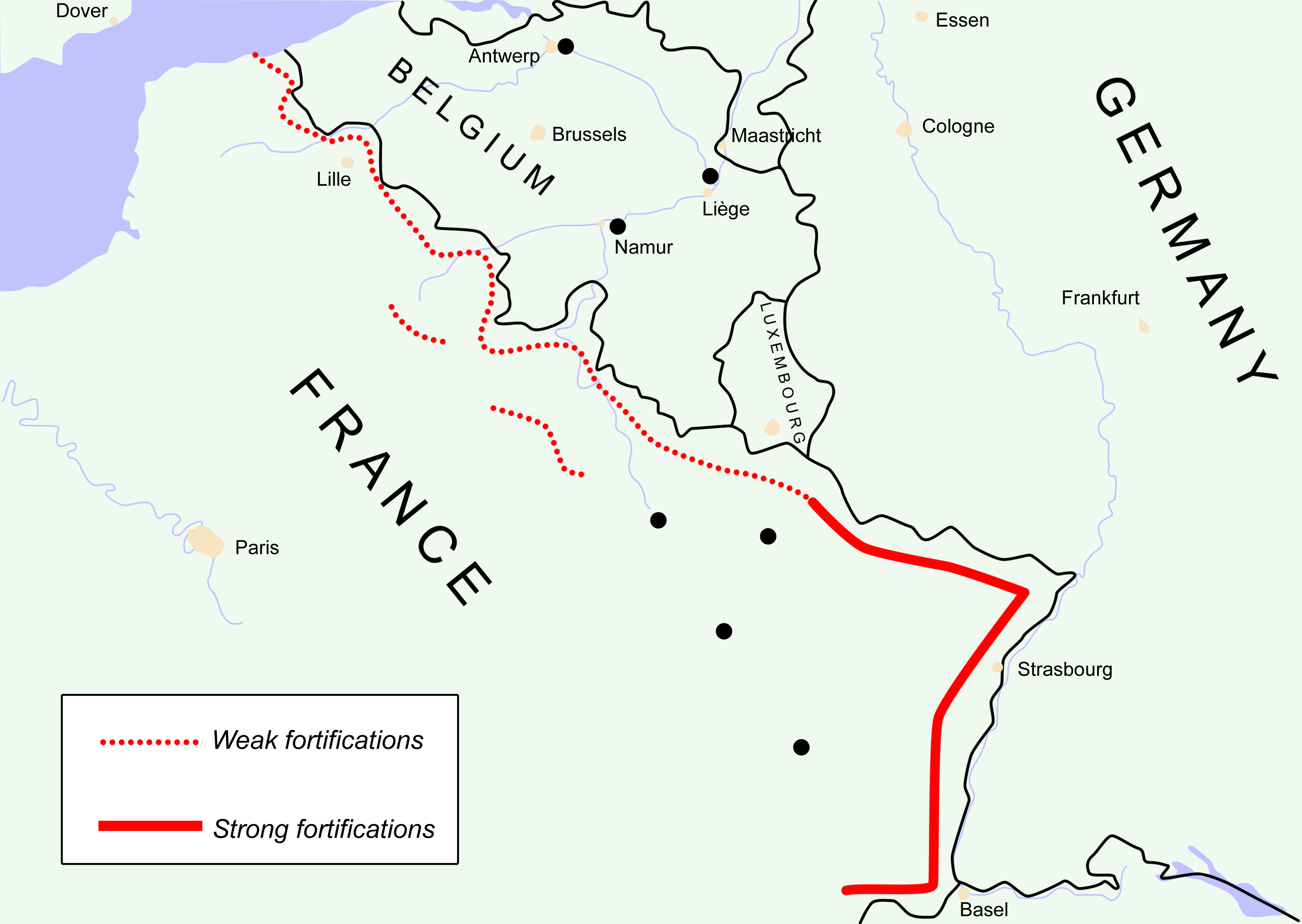
마지노 선의 모습.

한편, 동쪽의 C 집단군은 마지노 선의 프랑스 군을 A 집단군이 도와 포위하고 점령하는 임무를 가졌다. 작전의 목표는 메스 지역을 포위하고 알자스 지역에서 프랑스 군의 독일 방어선 공격을 막기 위한 방어 임무를 가지고 있었다. 구데리안의 XIX 군단은 취약한 후방인 베르됭, 툴(Toul), 뫼즈를 공격하는 동안 XVI 군단 서부에서 스위스와 프랑스 국경 사이 보주산맥(Vosges Mountains)에서 마지노 선의 프랑스군을 공격하는 임무였다. 한편, 프랑스는 2 군을 알자스로렌에서 베강 선의 솜므로 이동시키면서 마지노 선에는 소수의 프랑스군만이 주둔했다. 이후 B 집단군은 파리 공세를 위해 노르망디 방향으로 전진하고, A 집단군은 마지노 선 후방으로의 전진을 시작했다. 6월 15일, C 집단군은 "타이거 작전"을 시작하며 라인 강을 도하하며 프랑스 군 공격을 시작했다.
마지노 선을 돌파한다는 독일군의 타이거 작전은 실패했다. 북부 끝의 한 공격은 8시간 동안 지속되었으며 독일군 45명이 사망했고 251명이 부상당했으며 프랑스는 2곳의 방어선 오버래제 페르메 채피(Ouvrage Ferme Chappy)와 오버래제 페르먼트(Ouvrage Fermont)가 있다. 6월 15일, 마지막으로 장비가 잘 갖춰진 프랑스 4 군이 독일군 공격을 위해 출발했다. 프랑스는 이제 방어선의 골격이 잡히기 시작했다. 독일군은 프랑스에 비해 크게 열세했다. 그들의 I 군단의 7개 사단 대포 1천 문이 있었지만 대부분 1차 대전 시기 대포였고 요새의 두꺼운 무장을 뚫을 수 없었다. 오직 88mm 포만 제대로 기능을 발휘했으며 작전을 위해 16문이 배치되었다. 이를 강화하기 위해, 150mm 포와 열차포 8문도 배치되었다. 독일 공군은 항공 지원을 위해 5 루프트바페를 출격시켰다.
이 전투는 프랑스군의 강한 저항으로 인해 매우 어렵고 느리게 진행되었다. 그러나, 각각의 요새 하나하나를 점령하기 시작했다. 요새 하나(오버레지 쇼텐부르크, Ouvrage Schoenenbourg;Festung Schönenburg)는 독일 보병 공격 당시 75mm포 15,802문을 발포했다. 이곳은 프랑스군의 방어지점 중 가장 강력한 곳이었다. 그럼에도 불구하고, 이 장갑은 치명적인 손상을 입었다. "타이거"가 시작된 같은 날 클라이너 바(Kleiner Bär) 작전이 시작되었다. VII 육군 군단의 5개 사단이 라인강 너머 보주산맥의 교통 요충지인 콜마르를 공격하기 시작했다. 이 공격을 위해 포 400문과 중화기의 지원을 받았다. 결국 6월 17일 프랑스 104, 105 사단을 보주산맥으로 후퇴시켰다. 그러나, 같은 날 구데리안의 XIX 군단이 스위스 국경에 도달하고 프랑스 나머지의 마지노 선 방어군은 무너졌다. 대부분의 군은 6월 25일 항복했고, 독일은 50만명의 포로를 획득했다. 몇몇 방어군이 요새에서 항전했으나, 패배로 인해 항복했다. 마지막으로 항전한 군은 장군 알폰세 요시프 게오르기(Alphonse Joseph Georges)으로 7월 10일 그의 군이 항복했다. 마지노 선의 58개 주요 방어선 중, 독일 국방군은 10개 요새를 점령했다.

### 2차 BEF 탈출
두 번째 BEF의 탈출인 아리엘 작전은 6월 15일에서 25까지 일어났다. 프랑스의 영공을 완전 점령한 독일 공군은 됭케르크 이후 더 많은 연합군의 탈출을 막고자 했다. 1 항공 군단은 노르망디와 브르타뉴반도로 재배치되었다. 6월 9일부터 10일까지 셰르부르옥트빌 항구는 독일 폭격기의 15톤 가량의 폭격을 받고, 르아브르에서는 10번의 폭격으로 인해 연합군 수송선 2949 GRT가 침몰하였다. 6월 17일, 융커스 Ju 88(주로 30 항공공격대 이루어진)이 세인트나자르에서 10,000톤의 수송선이 침몰하고 16243 GRT의 RMS 란카스트리아(RMS Lancastria)가 격침되며 연합군 4천명이 사망했다. 그러나, 루프트바페의 노력에도 불구하고 이 기간 동안 연합군 19만-20만 명이 탈출했다.

### 항복과 휴전

항복 직후까지의 독일군의 진격도.

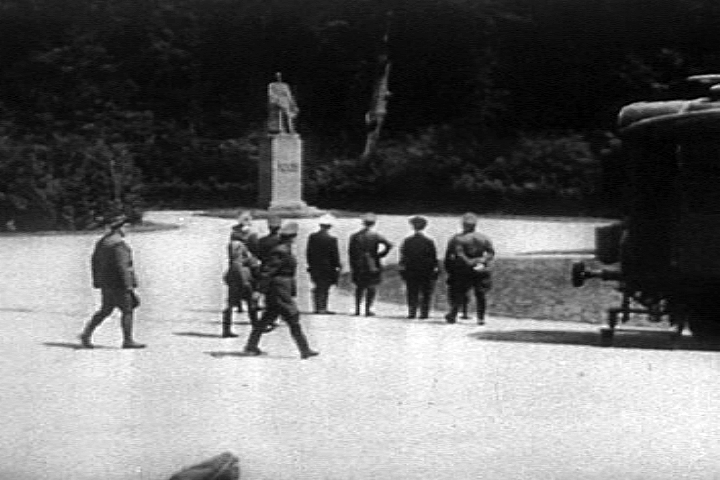
히틀러(주머니를 참)이 1940년 6월 22일에 콩피에뉴에서 휴전 문서에 서명하기 전 포슈의 동상을 보는 모습.

영국의 프랑스-영국 연합에서 항복을 막기 위해 내각의 적대적인 반응으로 인해, 국무총리를 더 이상 지원하지 않는 행동으로 인해 6월 16일 폴 레오파트 총리가 사임했다. 프랑스의 국무총리는 필리프 페탱이 계승하였으며, 그는 라디오를 통해 프랑스 국민과 독일에게 휴전한다는 뜻을 밝혔다. 히틀러가 프랑스 정부로부터 휴전 협상 요청을 받았을 때, 그는 협상 장소로 콩피에뉴 숲을 선택했다.
콩피에뉴는 제1차 세계 대전 당시 독일이 항복 협정을 맺은 장소였으며 히틀러는 이 곳이 프랑스 전역에서 독일이 복수할 수 있는 최적의 공간이라고 생각했다. 휴전 협정은 1918년 휴전 협정이 체결된 곳과 똑같은 열차 내에서(박물관에 있던 전차를 1918년 정확한 협상 장소로 옮김) 1940년 6월 22일 체결했고, 히틀러는 당시 페르디난드 포슈 원수가 앉았던 곳에 정확히 있었다. 협정의 서두를 모두 읽은 이후 히틀러는 프랑스군의 수용인을 계산하라는 손짓을 보내고 협상 대표로 OKW 참모총장인 빌헬름 카이텔을 맡겼다. 휴전 협정은 6월 25일 01시 35분부터 발효되었다.

## 여파

에투알 개선문에서 행진을 하는 독일군

프랑스는 독일이 북쪽을 점령하고 서쪽과 남쪽을 실질적인 독립 지역으로 만드는 것을 결정했다. 이 때 페탱을 국가 원수로 한 비시 프랑스가 수립되었다. 항복 당시 런던의 레오나드 내각의 국방차관이었던 샤를 드 골은 6월 18일 선언(Appeal of 18 June)을 통해 비시 프랑스의 정당성을 부정하고 자유 프랑스를 세웠다.
영국 제독 프랑수아 다를랑은 독일과의 휴전 조건으로 툴룽의 프랑스 함대를 넘겼다고 의심하고 있었다. 그들은 독일군이 프랑스 해군을 손에 넣어 비시 프랑스와 북아프리카 항구의 선단을 바다사자 작전 등 본토 침공에 이용할 것이라 생각했다. 한달 이내에, 영국 해군은 북아프리카에 주둔한 프랑스 함선을 공격했다.
연합군이 횃불 작전으로 북서아프리카를 침공하며 1942년 11월가지 다양한 지역의 점령을 시작했다. 남부 프랑스를 보호하기 위해 독일군은 안톤 작전으로 비시 프랑스 전역을 점령했다. 1944년 6월 서방 연합군은 오버로드 작전을 시작했다. 1944년 8월 24일, 파리가 해방되며 9월에는 프랑스 국토 대부분이 연합군에 의해 수복된다.
해방 시점까지 60만명의 프랑스군이 사망했다. 1939년부터 1940년까지는 92,000명이 사망했다. 1940년부터 1945년까지 자유 프랑스군 58,000명이 사망했다. 알자스로렌 지역의 시민들은 독일 육군으로 편입되었다. 이 지역에서 4만명의 사상자가 발생했다. 민간인 사상자는 총 15만명(6만명 공중 폭격에 의해 사상, 6만명 저항군으로 사상, 3만명 독일 점령군에 의해 사상)에 달한다. 전쟁 기간 중 추방자 및 포로는 190만명에 달했다. 이 중, 포로 24만명이 그 해 사망했다. 이 중 4만명은 전쟁 포로였으며 10만명은 인종 포로, 6만명의 정치 포로, 4만명의 노동 포로가 사망했다.

## 사상자

### 추축국

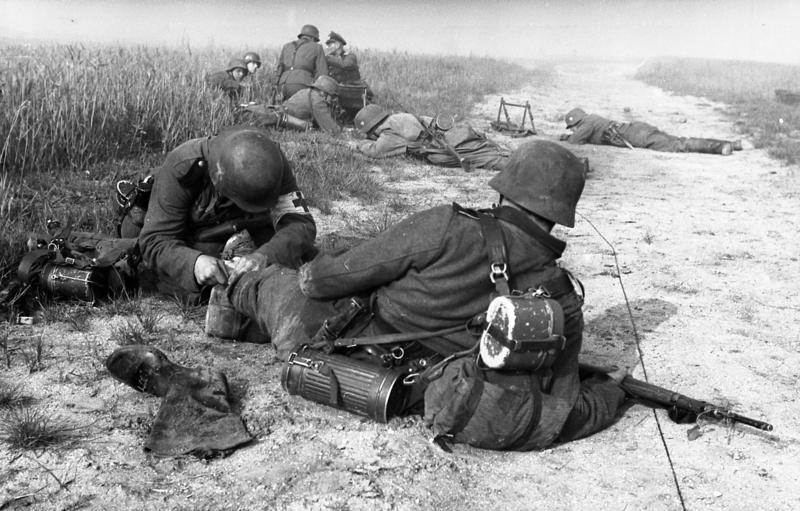
독일군 의무병이 부상당한 병사를 응급처치하고 있다.

독일의 전체 사상자를 파악하긴 어렵다. 보통 연구에서는 27,074명이 사망, 111,034명이 부상, 18,384명이 실종으로 확인하고 있다. 그럼에도 불구하고, 사망자는 49,000명까지 올라가기도 하며 추가 비전투 원인으로 인한 사상자는 확인된 바가 없다.
프랑스 공방전 중 독일 공군은 전선에서 28%의 손실을 봐서 1,236기 — 1,428기가 격추 (1,129기는 적군 격추, 299기는 사고)되었다. 또한 323기 — 488기가 손상되었으며 (225기 적군에 의한 손상, 263사고로 인한 손상), 총 독일 공군의 손실은 36%에 달했다. 독일 공군의 사상자는 4,417명의 항공기 승무원을 포함한 6,653명으로 1,129명이 사망하고 1,930명이 실종하거나 포로가 되었다. 이 중 많은 수가 프랑스 항복 당시 프랑스 포로수용소에서 해방되었다.
이탈리아의 사상자는 1,247명이 사망 또는 실종되었으며 2,361명이 부상당했다. 또한, 프랑스 알프스에서 영하의 기온으로 인해 2천명 이상이 동상으로 입원했다.

### 연합국
사상자는 다음과 같다.
프랑스: 프랑스 군사 역사 연구소(Defence Historical Service)에 따르면, 85,310명이 사망(마그레브인 5,400명 포함), 12,000명 실종, 120,000명 부상, 1,540,000명이 포로(마그레브인 67,400명)으로 집계한다. 일부 프랑스의 다른 조사에 따르면 사망자 수는 55,000명에서 85,000명까지 다양하다. 1940년 8월 독일군에게 포로로 잡힌 1,540,000명 중 940,000명이 1945년 프랑스 전역 해방시 수용소에서 해방된다. 독일 포로로 있는 동안 24,000명이 사망하고 71,000명이 탈출, 220,000명은 비시 프랑스와 독일 사이의 협정으로 넘겨졌으며 수십만명이 장애 및 질병으로 가석방되었다. 전역 중 1,274기의 항공기가 격추되었다.
영국: 68,111명이 사망, 부상 또는 포로가 되었다. 차량 64,000대가 파괴되거나 버려졌으며 대포 2,472문이 파괴되거나 버려졌다. RAF는 전역 기간 동안(5월 10일 – 6월 22일) 비행기 931기가 파괴되었고 1,526명이 사상자가 되었다.
벨기에: 6,093명이 사망하거나 부상당했다. 전쟁 포로 2,000명이 포로 생활 도중 사망했으며 500명 이상이 실종되었다. 총 20만명이 포로가 되었다. 벨기에군의 총 부상자는 15,850명이다. 총 비행기 112기가 파괴되었다.
폴란드: 총 6천명이 사망하거나 부상당했다. 부대원 12,000명(2 보병 사단)은 전쟁 기간 동안 스위스로 대피했다.

## 같이 보기
- 영국 원정군의 전투 (1940년)
- 서부 폴란드 육군
- 전격전
- 제2차 세계 대전 중 프랑스의 군사 역사
- 네덜란드 전투
- 벨기에 전투
- 비시 프랑스
- 서부 전선 (제2차 세계 대전)

### 내용주
1. ↑  27,074명 사망(독일측의 사망은 최종 계산에서 추가적인 비전투 사망, 자신의 부상, 그리고 사망으로 확인하지만 누락의 가능성으로 다시 계산하면 약 49,000명으로 증가한다.[6] 그러나 이런 높은 수치는 전체 사상치에 포함하지 안았다.), 111,034명 부상, 18,384명 실종,[6][7][8] 그리고 1,129명이 폭격 사망[9]
2. ↑  1,247명 사망 또는 실종, 2,631명 부상, 2,151명 동상으로 인해 입원, 이탈리아군이 참전한 프랑스 알프스는, 여름에도 평균 온도가 영하이다.

### 참조주
1. 1 2 3 4 5 6  Maier and Falla 1991, p. 279.
2. ↑  Hooton 2007, p. 47-48: Hooton uses the National Archives in London for RAF records. Including "Air 24/679 Operational Record Book: The RAF in France 1939–1940", "Air 22/32 Air Ministry Daily Strength Returns", "Air 24/21 Advanced Air Striking Force Operations Record" and "Air 24/507 Fighter Command Operations Record". For the Armee de l'Air Hooton uses "Service Historique de Armee de l'Air (SHAA), Vincennes".
3. ↑  Hooton 2007, pp. 47-48: Hooton uses the Bundesarchiv, Militärarchiv in Freiburg.
4. ↑  독일 공군의 수치는 네덜란드, 벨기에의 공격에 사용된 글라이더와 운송기를 포함
5. 1 2 3  Hooton 2007, p. 90.
6. 1 2 3 4 5 6 7 8  Frieser (1995), p. 400
7. 1 2 3  L'Histoire, No. 352, April 2010 France 1940: Autopsie d'une défaite, p. 59.
8. 1 2  Shepperd (1990), p. 88
9. 1 2  Hooton 2010, p. 73.
10. 1 2  Murray 1983, p. 40.
11. 1 2 3  Healy 2007, p. 85.
12. ↑  Shirer 1990, p.715
13. 1 2  Frieser 2005, p. 61.
14. ↑  Frieser 2005, p. 74.
15. ↑  Frieser 1995, p. 32
16. ↑  Frieser 1995, p. 25
17. ↑  Shirer 1990, p. 717.
18. ↑  Frieser 1995, p. 67.
19. ↑  Frieser 2005, p. 62.
20. 1 2 3  Shirer 1990, p.718
21. ↑  Frieser 2005, p. 63.
22. ↑  Frieser 1995, p. 79
23. ↑  Frieser (2005), p. 60.
24. 1 2  Frieser 2005, p. 65.
25. ↑  Frieser 1995, p. 87.
26. ↑  Evans 2000, p. 10.
27. ↑  Frieser 1995, p. 76.
28. ↑  Frieser 2005, pp. 65-66.
29. ↑  Frieser 2005, p. 67.
30. ↑  Bond 1990, pp. 43–44.
31. ↑  Melvin 2010, p. 148
32. ↑  Melvin 2010, pp. 154-155.
33. ↑  Frieser 1995, p. 88
34. ↑  Frieser 2005, p. 94.
35. ↑  Frieser 2005, p. 95.
36. ↑  Frieser 1995, p. 113.
37. ↑  Frieser 1995, p. 116.
38. ↑  Harris 1995, pp. 334-337
39. ↑  Citino 2005, p. 267.
40. ↑  Citino 2005, pp. 267, 311.
41. ↑  Tooze 2002, p. 372.
42. ↑  Overy 1995, p. 207.
43. ↑  Frieser 2005, p. 26.
44. ↑  Frieser 2005, p. 349–350.
45. ↑  Bond 1990, p. 8.
46. ↑  Citino 2002, p. 258.
47. ↑  Bond 1990, p. 28.
48. ↑  Blatt 1998, p. 312.
49. ↑  Bond 1990, p. 29.
50. ↑  Bond 1990, p. 30.
51. 1 2  Gunsburg 1992, p. 208.
52. ↑  Bond 1990, pp. 32-33.
53. ↑  Bond 1990, p. 45.
54. ↑  Blatt 1998, p. 313
55. ↑  Bond 1990, p. 36.
56. ↑  Bond 1990, p. 46.
57. 1 2  Frieser 2005, p. 35.
58. 1 2  Frieser 2005, p. 36.
59. ↑  Frieser 2005, pp. 36-37.
60. 1 2 3  Frieser 2005, p. 29.
61. ↑  DiNardo and Bay 1988, pp. 131-132.
62. 1 2  Frieser 2005, p. 30.
63. ↑  Frieser 1995, p. 71.
64. ↑  Frieser 2005, p. 101.
65. ↑  Dear and Foot 2005, p. 323.
66. 1 2 3 4 5 6 7 8  Healy 2007, p. 23
67. ↑  Corum 1995, p. 70.
68. ↑  Dear and Foot 2005, p. 861.
69. ↑  Citino 1999, p. 249.
70. ↑  Corum 1992, p. 203.
71. ↑  French 2001, pp. 16–24.
72. ↑  Hooton 2007 p. 47.
73. ↑  Buckley 1998, pp. 126-127.
74. ↑  Corum 1995, p. 54.
75. 1 2  Harvey 1990, p. 449.
76. 1 2 3 4 5  Dear and Foot 2005, p. 316.
77. ↑  프랑스-폴란드 조약에 따르면, 폴란드는 프랑스에 85,000명의 군대, 4개 사단을 보내야 했다. 오직 2개 사단만 완벽히 준비되었다.
78. ↑  Frieser 2005, p. 37.
79. ↑  Blatt 1998, p. 23.
80. ↑  Corum 1992, p. 204.
81. ↑  Corum 1992, p. 205.
82. ↑  Frieser 2005, (No page number. Based on map entitled Deutscher und alliierter Operations Plan Mai 1940 between pp. 130-131.
83. ↑  Citino 2005, p. 284.
84. ↑  Hooton 2007, p. 47.
85. ↑  Taylor 1974, p. 72.
86. 1 2  Harvey 1990, p. 448.
87. ↑  Hooton 2007, p. 81.
88. ↑  Belgium, Ministère des Affaires Étrangères 1941, p. 32.
89. ↑  Ellis 1953, pp. 359-71.
90. ↑  Weinberg p. 122.
91. ↑  Hooton 2007, pp. 49-54.
92. ↑  Evans 2000, p. 33.
93. 1 2  Evans 2000, p. 38.
94. 1 2  Hooton 2007, p. 48.
95. 1 2 3  Hooton 2007, p. 52.
96. ↑  Hooton 2007, p. 49.
97. 1 2  Hooton 1994, p. 244.
98. ↑  Hooton 2007, p. 50.
99. ↑  Shirer (1990), p. 723
100. 1 2  Dunstan 2005, p. 32.
101. ↑  Dunstan 2005, p. 31 (see bold text)
102. ↑  Dunstan 2005, pp. 47-54.
103. ↑  Dunstan 2005, p. 46.
104. ↑  Dunstan 2005, p. 45.
105. ↑  Gunsburg 1992, p. 215.
106. ↑  Gunsburg 1992, pp. 209-210.
107. ↑  Gunsburg 1992, p. 218.
108. ↑  Gunsburg 1992, p. 207–244.
109. ↑  Gunsburg 1992, p. 236.
110. ↑  Pierre Genotte, Le 2e Régiment de Dragons, p. 56-57.
111. ↑  Gunsburg 1992, p. 237.
112. ↑  Gunsburg 1992, p. 241.
113. ↑  Frieser 2005, pp. 246–48.
114. ↑  Healy 2007, p. 38.
115. ↑  Gunsburg 1992, p. 249.
116. ↑  Gunsberg 2000, pp. 97–140.
117. ↑  Gunsburg 1992, p. 242
118. ↑  Evans 2000, p. 50.
119. 1 2 3  Krause & Cody 2006, p. 171.
120. ↑  Jackson 1974, p. 56.
121. ↑  Mansoor 1988, p. 68.
122. ↑  Citino 1999, p. 250.
123. 1 2  Frieser 1995, p. 192
124. ↑  Mansoor 1988, p. 69.
125. ↑  Hooton 2007, p. 64.
126. ↑  Frieser 1995, p. 193.
127. ↑  Weal, p. 46.
128. 1 2 3  Hooton 2007, p. 65
129. ↑  Frieser 1995 p. 244
130. ↑  Frieser 1995, p. 216.
131. ↑  Krause & Cody 2006, p. 172.
132. ↑  Healy 2007, p. 53.
133. ↑  Weal p. 22.
134. ↑  Frieser 1995, p. 258
135. 1 2 3 4  Strawson 2003, 108쪽
136. ↑  Frieser 1995, p. 259.
137. ↑  Healy 2007, p. 67.
138. ↑  Taylor and Horne 1974, p. 55.
139. 1 2  Evans 2000, p. 70.
140. ↑  Citino 2002, p. 270.
141. ↑  Evans 2000, p. 72.
142. ↑  Frieser 2005, p. 271.
143. ↑  Krause and Phillips 2006, p. 176.
144. ↑  Healy 2007, p. 75.
145. ↑  Frieser 2005, pp. 269, 273.
146. ↑  Evans 2000, pp. 66-67, 72.
147. ↑  Evans 2000, p. 69.
148. ↑  Krause & Phillips 2006, p. 176.
149. ↑  Evans 2000, p. 73.
150. ↑  Shirer (1990), p.720
151. ↑  L'Aurore, Paris, 21 November 1949.
152. ↑  Churchill,Their Finest Hour pp. 42–49
153. ↑  Blatt 1998, p. 326.
154. ↑  Frieser 2005, p. 262.
155. ↑  Frieser 2005, p. 263.
156. ↑  Evans 2000, p. 75.
157. ↑  Evans 2000, pp. 75-76.
158. ↑  Corum 1997, p. 278.
159. ↑  Frieser 2005, p. 265.
160. ↑  Neave 2003, pp. 31-32.
161. ↑  Bond 1990, p. 69.
162. ↑  Sheppard 1990, p. 81.
163. ↑  Corum 1997, pp. 277–280.
164. ↑  Weal 1997, p. 47.
165. ↑  Corum 1995, p. 73.
166. ↑  Hooton 2007, p. 67.
167. ↑  Hooton 2010, p. 70.
168. ↑  Gardiner 2000, p. 10.
169. 1 2  Bond 1990, p. 66.
170. ↑  Gardiner 2000, p. 10
171. ↑  Frieser 2005, pp. 278-279, 280.
172. ↑  Shirer 1990, p. 728.
173. 1 2 3 4  Bond 1990, p. 70.
174. 1 2  Ellis 1953, p. 105.
175. ↑  Frieser 2005, p. 280.
176. ↑  Frieser 2005, pp. 282-286.
177. ↑  Frieser 2005, pp. 281-282.
178. ↑  Frieser 2005, p. 283.
179. ↑  Frieser 2005, pp. 283-286.
180. ↑  Bond 1990, p. 71.
181. ↑  Frieser 1995, p. 360
182. ↑  Frieser 2005, p. 286.
183. ↑  Frieser 2005, p. 287.
184. 1 2  Healy 2007, p. 81.
185. 1 2 3 4 5  Strawson 2003, p. 111.
186. ↑  Hooton 2010, p. 71.
187. ↑  Bond 1990, pp. 100–101.
188. ↑  Bond 1990, p. 103.
189. ↑  Kershaw 2008, p. 27.
190. ↑  Bond 1990, p. 104.
191. ↑  Gardner 2000, p. 9.
192. ↑  Gardner 2000, p. 10.
193. ↑  Seabag-Montefiore 2006, p. 234.
194. ↑  Seabag-Montefiore 2006, p. 236.
195. ↑  Seabag-Montefiore 2006, pp. 236-237.
196. ↑  Longden 2008, p. 87.
197. ↑  Longden 2008, p. 88.
198. ↑  Seabag-Montefoire 2006, pp. 238-239.
199. ↑  Longden 2008, p. 89.
200. 1 2  Bond 1990, p. 98.
201. ↑  Bond 1990, pp. 89, p. 106.
202. ↑  Bond 1990, p. 90.
203. ↑  Bond 1990, p. 107.
204. 1 2 3  Bond 1990, p. 115.
205. ↑  Maier and Falla 2000, p. 293.
206. 1 2 3  Hooton 2007, p. 74.
207. ↑  Murray 1983, p. 39.
208. ↑  Chappell 1985, p. 21.
209. ↑  Harman 1980, p. 82.
210. ↑  Bond 1990, p. 105.
211. 1 2 3 4  Healy 2007, p. 84.
212. ↑  Taylor 1974, p. 63.
213. ↑  De Waal 1990, p. 244.
214. ↑  Alexander 2007, p. 219.
215. ↑  Alexander 2007, p. 225-226.
216. ↑  Alexander 2007, p. 227.
217. ↑  Alexander 2007, pp. 231, 238.
218. ↑  Alexander 2007, p. 248.
219. ↑  Alexander 2007, p. 245.
220. ↑  Maier and Falla 2000, p. 297.
221. ↑  Alexander 2007, p. 249.
222. 1 2  Alexander 2007, p. 250.
223. ↑  Alexander 2007, p. 240.
224. ↑  Shirer 1990, p. 738.
225. ↑  Maier and Falla 2000, p. 300.
226. ↑  Maier and Falla 2000, p. 301.
227. ↑  Berlin Diary. William L. Shirer. 1941
228. ↑  Hooton 2007, p. 86.
229. ↑  Hooton 2007, pp. 84-85.
230. ↑  Romanych and Rupp 2010, p. 52.
231. 1 2  Romanych and Rupp 2010, p. 56.
232. ↑  Romanych and Rupp 2010, pp. 56-80.
233. ↑  Romanych and Rupp 2010, p. 90.
234. ↑  Romanych and Rupp 2010, p. 91.
235. ↑  Hooton 2007, p. 88.
236. ↑  Evans 2000, p. 156.
237. ↑  Taylor 1974, p. 57.
238. ↑  Dear and Foot 2005, p. 326.
239. ↑  Frieser 20005, p. 317.
240. ↑  Dear and Foot 2005, p. 336–339.
241. ↑  Dear and Foot 20005, p. 317.
242. ↑  Dear and Foot 2005, p. 635.
243. ↑  Dear and Foot 2005, p. 634.
244. ↑  Dear and Foot 2005, p. 321.
245. ↑  Murray, 1983. p. 40.
246. ↑  Jowett 2000, p. 5.
247. ↑  de La Gorce 1988, p. 496.
248. ↑  Durand 1981 p. 21
249. 1 2 3 4  Holmes 2005, p. 130.
250. ↑  Keegan 2005, p. 96.
251. ↑  Dear and Foot 2005, p. 96.
252. 1 2  Ellis 1993, p. 255.

## 참고 문헌
- Alexander, Martin. After Dunkirk: The French Army's Performance Against 'Case Red', 25 May to 25 June 1940. War in History, Volume 14, pp. 219–264
- Belgium, Ministère des Affaires Étrangères. Belgium: The Official Account of What Happened 1939–1940. London : Published for the Belgian Ministry of Foreign Affairs by Evans Brothers, Limited, 1941. Library of Congress Control Number 42016037
- Belgian American Educational Foundation. The Belgian Campaign and the Surrender of the Belgian Army, May 10–28, 1940, Third edition. Belgian American educational foundation, 1941, University of Michigan.
- Blatt (editor), Joel (1998). 《The French Defeat of 1940: Reassessments》. Breghahn Books. ISBN -57181-109-5 |isbn= 값 확인 필요: length (도움말).
- Bond, Brian (1990). 《Britain, France and Belgium, 1939–1940》. London: Brassy’s. ISBN 0-08-037700-9.
- Buckley, John (1998). 《Air Power in the Age of Total War》. UCL Press. ISBN 1-85728-589-1.
- Chappel, Mike. The Canadian Army at War. Men at Arms. Osprey, Oxford. 1985. ISBN 978-0-85045-600-4
- Citino, Robert Michael. The Path to Blitzkrieg: Doctrine and Training in the German Army, 1920–1939. Boulder: Lynne Rienner Publishers. 1999. ISBN 1-55587-714-1.
- Citino, Robert Michael. The German Way in War: From the Thirty Years War to the Third Reich, University of Kansa Press. 2005. ISBN 978-0700661624 {{isbn}}의 변수 오류: 유효하지 않은 ISBN.-4
- Citino, Robert Michael. Quest for Decisive Victory: From Stalemate to Blitzkrieg in Europe, 1899–1940, Modern War Studies. Lawrence: University Press of Kansas. 2002. ISBN 0-7006-1176-2
- Churchill, Winston S. The Second World War: Their Finest Hour (Volume 2). Houghton Mifflin Company, Cambridge, 1949.
- Durand, Yves. La Captivité, Histoire des prisonniers de guerre français 1939–1945, Paris, 1981. Best available study of French prisoners of war in German captivity.
- Corum, James. 'The Luftwaffe's Army Support Doctrine, 1918-1941' in The Journal of Military History, Vol. 59, No. 1 (Jan., 1995), pp. 53–76
- Corum, James. The Roots of Blitzkrieg: Hans von Seeckt and German Military Reform. Modern War Studies. Lawrence: University Press of Kansas. 1992. ISBN 0-7006-0541-X.
- Corum, James. The Luftwaffe: Creating the Operational Air War, 1918-1940. Kansas University Press. 1997. ISBN 978-0-7006-0836-2
- Dear, Ian and Foot, M. The Oxford Companion to World War II. Oxford Oxfordshire: Oxford University Press. 2001. ISBN 0-19-860446-7
- DiNardo R. L. and Bay, Austin. 'Horse-Drawn Transport in the German Army'. Journal of Contemporary History, Vol. 23, No. 1 (Jan., 1988), pp. 129–142
- Dunstan, Simon. Fort Eben Emael: The Key to Hitler's victory in the West. Osprey, Oxford. 2005. ISBN 1-84176-821-9
- Durand, Yves. La Captivité : 1939-1945. F.N.C.P.G.-C.A.T.M.; Édition : 2e éd. 1981. ASIN: B0014L7NF4
- Ellis, John. The World War II Data Book, Aurum Press Ltd. 1993. ISBN 978-1-85410-254-6
- Ellis, Major L.F. (2004) [1st. pub. HMSO 1954].  Butler, J.R.M, 편집. 《The War in France and Flanders 1939–1940》. History of the Second World War United Kingdom Military Series. Naval & Military Press. ISBN 978-184574-056-6.
- Evans, Martin Marix. The Fall of France: Act of Daring. Osprey Publishing, Oxford. 2000. ISBN 1-85532-969-7
- Frans De Waal. Peacemaking Among Primates, Harvard University Press. 1990. ISBN 0-674-65921-X
- French, David. Raising Churchill's army: the British Army and the war against Germany, 1919-1945. Oxford University Press. 2001. ISBN 978-0-19-924630-4
- Frieser, Karl-Heinz. Blitzkrieg-Legende: Der Westfeldzug 1940, Operationen des Zweiten Weltkrieges. München: R. Oldenbourg. 1995. ISBN 3-486-56124-3.
- Frieser, Karl-Heinz. The Blitzkrieg Legend. Naval Institute Press. 2005. ISBN 978-1-59114-294-2
- Gardner, W.J.R. The evacuation from Dunkirk: Operation Dynamo, 26 May-4 June 1940. Routledge, London. 2000. ISBN 978-0-7146-8150-4
- Gunsburg, Jeffrey A., 'The Battle of the Belgian Plain, 12–14 May 1940: The First Great Tank Battle', The Journal of Military History, Vol. 56, No. 2. (Apr., 1992), pp. 207–244
- Gunsburg, Jeffery A. 'The Battle of Gembloux, 14–15 May 1940: The "Blitzkrieg" Checked'. The Journal of Military History, Vol. 64, No. 1 (Jan., 2000), pp. 97–140
- Harman, Nicholas. Dunkirk; the necessary myth. London: Hodder and Stoughton. 1980. ISBN 0-340-24299-X.
- Harvey, D. The French Armee de l'Air in May–June 1940: A Failure of Conception. Journal of Contemporary History, Vol. 25, No. 4 (Oct., 1990), pp. 447–465
- Healy, Mark, Ed. Prigent, John &. Panzerwaffe: The Campaigns in the West 1940. Vol. 1. London. Ian Allan Publishing. 2008 ISBN 978-0-7110-3240-8
- Hooton, E.R. Luftwaffe at War; Blitzkrieg in the West. London: Chervron/Ian Allen. 2007 ISBN 978-1-85780-272-6.
- Hooton, E.R. Phoenix Triumphant: The Rise and Rise of the Luftwaffe. Brockhampton Press, London. 1994. ISBN 1-86019-964-X
- Jackson, Robert. Air War Over France, 1939-1940. Ian Allen, London. 1974. ISBN 0-7110-0510-9
- Jackson, Julian T. The Fall of France: The Nazi Invasion of 1940. Oxford UP, 2003.
- Jowett, Philip S. The Italian Army 1940-45 (1): Europe 1940-1943. Osprey, Oxford - New York, 2000 ISBN 978-1-85532-864-8
- Kershaw, Ian. Fateful Choices: Ten Decisions That Changed the World, 1940–1941. London: Penguin Books, 2008. ISBN 978-0-14-101418-0
- Krause, M. and Phillips, C. Historical Perspectives of Operational Art. Center of Military History Publication. 2006. ISBN 978-0-16-072564-7
- de La Gorce, Paul-Marie. L'aventure coloniale de la France - L'Empire écartelé, 1936-1946, Denoël. 1988. ISBN 978-2-207-23520-1
- Longden, Sean. Dunkirk: The Men They Left Behind. Constable Puplishing. 2008. ISBN 978-1-84529-520-2
- Maier, Klaus and Falla,P.S. Germany and the Second World War: Volume 2: Germany's Initial Conquests in Europe. Oxford University Press. 1991. ISBN 0-19-822885-6
- Mansoor, Peter R. 'The Second Battle of Sedan, May 1940', in the Military Review. Number 68 (June 1988), pp. 64–75
- Melvin, Mungo. Manstein: Hitler's Most Controversial General W&N Publishing. 2010. ISBN 978-0-297-84561-4
- Murray, Williamson. Strategy for Defeat: The Luftwaffe 1933–1945. United States Government Printing. ISBN 978-9997393487
- Neave, Airey. The Flames of Calais: A Soldiers Battle 1940. Pen & Sword, 2003. ISBN 978-0-85052-997-5
- Romanych, M. and Rupp, M. Maginot Line 1940: Battles on the French Frontier. Osprey, Oxford. 2010. ISBN 978-1-84603-499-2
- Sheppard, Alan. France, 1940: Blitzkrieg in the West. Osprey, Oxford. 1990. ISBN 978-0-85045-958-6
- Shirer, William L. The Rise and Fall of the Third Reich: A History of Nazi Germany. Simon and Schuster. 1990. ISBN 0-671-72868-7
- Sebag-Montefiore, Hugh. Dunkirk: Fight to the Last Man. New York: Viking. 2006. ISBN 978-0-670-91082-3
- Strawson, John. Hitler as Military Commander. Pen & Sword Military Classics.2003 ISBN 978-0-85052-956-2
- Taylor, A.J.P. and Mayer, S.L., eds. A History Of World War Two. London: Octopus Books, 1974. ISBN 0-7064-0399-1.
- Weal, John. Junkers Ju 87 Stukageschwader 1937–41. Oxford: Osprey. 1997. ISBN 1-85532-636-1.
- Weinberg, Gerhard. A World at Arms: A Global History of World War II. Cambridge University Press, 1994. ISBN 978-0-521-44317-3
- Martin, J. and Martin, P. Ils étaient là: l’armée de l’Air septembre 39 – juin 40. Aero-Editions, 2001. ISBN 2-9514567-2-7.
- Winchester, Charles. Ostfront : Hitler's war on Russia 1941–45. Osprey Publishing. 1998. ISBN 978-1-84176-066-7
- Tooze, Adam. The Wages of Destruction: The Making and Breaking of the Nazi Economy. Allen Lane, 2006. ISBN 0-7139-9566-1.